# Áustria-Hungria
Áustria-Hungria, muitas vezes referida como Império Austro-Húngaro ou Monarquia Dual, foi uma monarquia constitucional multinacional na Europa Central  entre 1867 e 1918. A Áustria-Hungria foi uma aliança militar e diplomática de dois estados soberanos com um único monarca que foi intitulado imperador da Áustria e rei da Hungria. A Áustria-Hungria constituiu a última fase na evolução constitucional da monarquia dos Habsburgos: foi formada com o Compromisso Austro-Húngaro de 1867 no rescaldo da Guerra Austro-Prussiana e foi dissolvida pouco depois de a Hungria ter terminado a união com a Áustria em 31 de outubro 1918.
Uma das maiores potências da Europa na época, a Áustria-Hungria era geograficamente o segundo maior país da Europa, depois do Império Russo, com 621 583 km2 e o terceiro mais populoso (depois da Rússia e do Império Alemão). O Império construiu a quarta maior indústria de construção de máquinas do mundo, depois dos Estados Unidos, Alemanha e Reino Unido. A Áustria-Hungria também se tornou o terceiro maior fabricante e exportador mundial de eletrodomésticos, elétricos industriais e aparelhos de geração de energia para usinas de energia, depois dos Estados Unidos e do Império Alemão e construiu a segunda maior ferrovia da Europa, atrás apenas do Império Alemão.
Com exceção do território do Condomínio Bósnio, o Império da Áustria e o Reino da Hungria eram países soberanos separados no direito internacional. Assim, representantes separados da Áustria e da Hungria assinaram tratados de paz concordando com mudanças territoriais, por exemplo, o Tratado de Saint-Germain e o Tratado de Trianon. Cidadania e passaportes também eram separados.
Na sua essência estava a monarquia dual, que era uma verdadeira união entre a Cisleitânia, as partes norte e oeste do antigo Império Austríaco, e o Reino da Hungria. Após as reformas de 1867, os estados austríaco e húngaro foram co-iguais em poder. Os dois países conduziram políticas diplomáticas e de defesa unificadas. Para estes fins, os ministérios "comuns" dos Negócios Estrangeiros e da Defesa foram mantidos sob a autoridade direta do monarca, assim como um terceiro ministério das finanças responsável apenas pelo financiamento das duas pastas "comuns". Um terceiro componente da união foi o Reino da Croácia-Eslavônia, uma região autônoma sob a coroa húngara, que negociou o Acordo Croata-Húngaro em 1868. Depois de 1878, a Bósnia e Herzegovina ficou sob o domínio militar e civil conjunto austro-húngaro até ser totalmente anexada em 1908, provocando a crise da Bósnia.
A Áustria-Hungria foi uma das potências centrais na Primeira Guerra Mundial, que começou com uma declaração de guerra austro-húngara ao Reino da Sérvia em 28 de julho de 1914. Já estava efetivamente dissolvido quando as autoridades militares assinaram o armistício de Villa Giusti, em 3 de novembro de 1918. O Reino da Hungria e a Primeira República Austríaca foram tratados como seus sucessores de jure, enquanto a independência dos Eslavos Ocidentais e dos Eslavos do Sul do Império como a Primeira República da Tchecoslováquia, a Segunda República Polaca e o Reino da Iugoslávia, respectivamente, e a maioria das demandas territoriais do Reino da Romênia e do Reino da Itália também foram reconhecidas pelas potências vitoriosas em 1920.

## Nome e terminologia
O nome oficial do reino era em em alemão:  Österreichisch-Ungarische Monarchie e em em húngaro:  Osztrák–Magyar Monarchia, embora nas relações internacionais o termo Áustria-Hungria tenha sido usado (em alemão:  Österreich-Ungarn; em húngaro:  Ausztria-Magyarország). Os austríacos também usaram os nomes k. u. k. Monarchie (em alemão:  Kaiserliche und königliche Monarchie Österreich-Ungarn; em húngaro:  Császári és Királyi Osztrák–Magyar Monarchia) e Monarquia Danubiana (em alemão:  Donaumonarchie; em húngaro:  Dunai Monarchia) ou Monarquia Dual (em alemão:  Doppel-Monarchie; em húngaro:  Dual-Monarchia) e A Águia Dupla (em alemão:  Der Doppel-Adler; em húngaro:  Kétsas), mas nenhum destes se generalizou nem na Hungria nem noutros locais.
O nome completo do reino usado na administração interna era Os Reinos e Terras Representados no Conselho Imperial e as Terras da Santa Coroa Húngara de Santo Estêvão.
- Alemão: Die im Reichsrat vertretenen Königreiche und Länder und die Länder der Heiligen Ungarischen Stephanskrone
- Húngaro: A Birodalmi Tanácsban képviselt királyságok és országok és a Magyar Szent Korona országai

A partir de 1867, as abreviaturas que encabeçam os nomes das instituições oficiais na Áustria-Hungria refletiam a sua responsabilidade:
- k. u. k. (kaiserlich und königlich ou Imperial e Real) era o rótulo para instituições comuns a ambas as partes da monarquia, por exemplo, a k.u.k. Kriegsmarine (Marinha) e, durante a guerra, o k.u.k. Armee (Exército). O exército comum mudou seu rótulo de k.k. para k.u.k. somente em 1889, a pedido do governo húngaro.
- K. k. (kaiserlich-königlich) ou Imperial-Real era o termo para instituições da Cisleitânia (Áustria); "real" neste rótulo refere-se as Terras da Coroa da Boêmia.
- K. u. (königlich-ungarisch) ou M. k. (Magyar királyi) ("Húngaro Real") referente à Transleitânia, as terras da coroa húngara. No Reino da Croácia-Eslavônia, as instituições autônomas utilizavam k. (kraljevski) ("Real"), já que de acordo com o Compromisso Croata-Húngaro, a única língua oficial na Croácia e na Eslavônia era o croata, e as instituições eram "apenas" croatas.

Seguindo uma decisão de Francisco José I em 1868, o reino passou a ter o nome oficial de Monarquia/Reino Austro-Húngaro (em alemão:  Österreichisch-Ungarische Monarchie/Reich; em húngaro:  Osztrák–Magyar Monarchia/Birodalom) nas suas relações internacionais. Muitas vezes era atribuído à "Monarquia Dupla" em inglês ou simplesmente referido como Áustria.

## História

### Formação e antecedentes
Após a derrota da Hungria contra o Império Otomano na Batalha de Mohács de 1526, o Império Habsburgo tornou-se mais envolvido no Reino da Hungria e posteriormente assumiu o trono húngaro. No entanto, à medida que os otomanos se expandiram ainda mais para a Hungria, os Habsburgos passaram a controlar apenas uma pequena porção noroeste do território do antigo reino. Eventualmente, após o Tratado de Passarowitz em 1718, todos os antigos territórios do reino húngaro foram cedidos dos Otomanos aos Habsburgos. Nas revoluções de 1848, o Reino da Hungria apelou a um maior autogoverno e mais tarde até à independência do Império Austríaco. A Revolução Húngara de 1848 que se seguiu foi esmagada pelos militares austríacos com assistência militar russa, e o nível de autonomia de que o Estado húngaro gozava foi substituído pelo governo absolutista de Viena. Isto aumentou ainda mais o ressentimento húngaro em relação ao domínio dos Habsburgos.
Na década de 1860, o Império enfrentou duas derrotas graves: a sua perda na Segunda Guerra da Independência Italiana quebrou o seu domínio sobre grande parte da Itália, enquanto a derrota na Guerra Austro-Prussiana de 1866 levou à dissolução da Confederação Germânica (da qual o imperador dos Habsburgos era o presidente hereditário) e a exclusão da Áustria dos assuntos alemães. Estas duas derrotas deram aos húngaros a oportunidade de remover as algemas do regime absolutista.
Percebendo a necessidade de um compromisso com a Hungria para manter o seu estatuto de grande potência, o governo central em Viena iniciou negociações com os líderes políticos húngaros, liderados por Ferenc Deák. Em 20 de março de 1867, o recém-restabelecido parlamento húngaro em Peste começou a negociar as novas leis a serem aceitas em 30 de março. No entanto, os líderes húngaros receberam a notícia de que a coroação formal do Imperador como Rei da Hungria, em 8 de junho, deveria ter ocorrido para que as leis fossem promulgadas nas terras da Santa Coroa da Hungria. Em 28 de julho, Francisco José, na sua nova qualidade de Rei da Hungria, aprovou e promulgou as novas leis, que deram origem oficialmente à Monarquia Dual.

### 1866-1878: Além da Pequena Alemanha

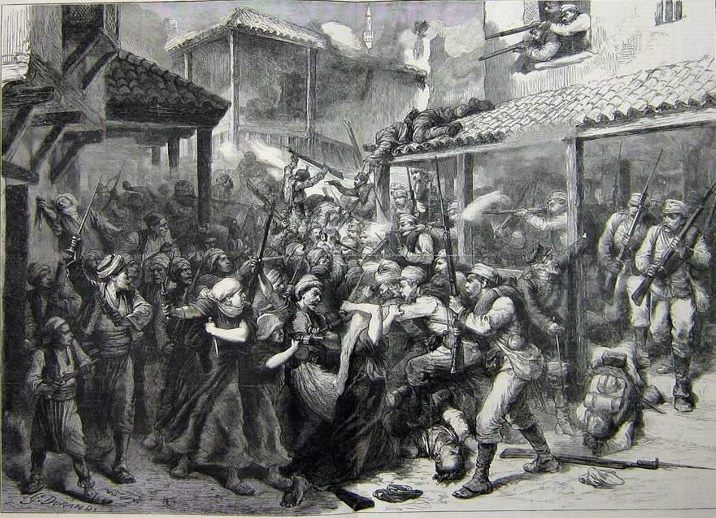
Resistência muçulmana da Bósnia durante a batalha de Sarajevo em 1878 contra a ocupação austro-húngara

A guerra Austro-Prussiana terminou com a Paz de Praga (1866), que resolveu a “questão alemã” em favor de uma Solução Alemã Menor. O conde Friedrich Ferdinand von Beust, que foi ministro das Relações Exteriores de 1866 a 1871, odiava o chanceler prussiano, Otto von Bismarck, que o havia superado repetidamente. Beust recorreu à França para vingar a derrota da Áustria e tentou negociar com o imperador Napoleão III da França e da Itália uma aliança antiprussiana, mas nenhum acordo foi alcançado. A vitória decisiva dos exércitos prussianos-alemães na guerra franco-prussiana e a subsequente fundação do Império Alemão acabaram com todas as esperanças de restabelecer a influência austríaca na Alemanha, e Beust retirou-se.
Depois de ser expulsa da Alemanha e da Itália, a Monarquia Dual voltou-se para os Balcãs, que estavam em tumulto à medida que os movimentos nacionalistas ganhavam força e exigiam a independência. Tanto a Rússia como a Áustria-Hungria viram uma oportunidade de expansão nesta região. A Rússia assumiu o papel de protetora dos eslavos e dos cristãos ortodoxos. A Áustria imaginou um império multiétnico e religiosamente diverso sob o controle de Viena. O conde Gyula Andrássy, um húngaro que foi ministro dos Negócios Estrangeiros (1871-1879), fez da peça central da sua política a oposição à expansão russa nos Balcãs e o bloqueio das ambições sérvias de dominar uma nova federação eslava do sul. Ele queria que a Alemanha se aliasse à Áustria, não à Rússia.

## Governo

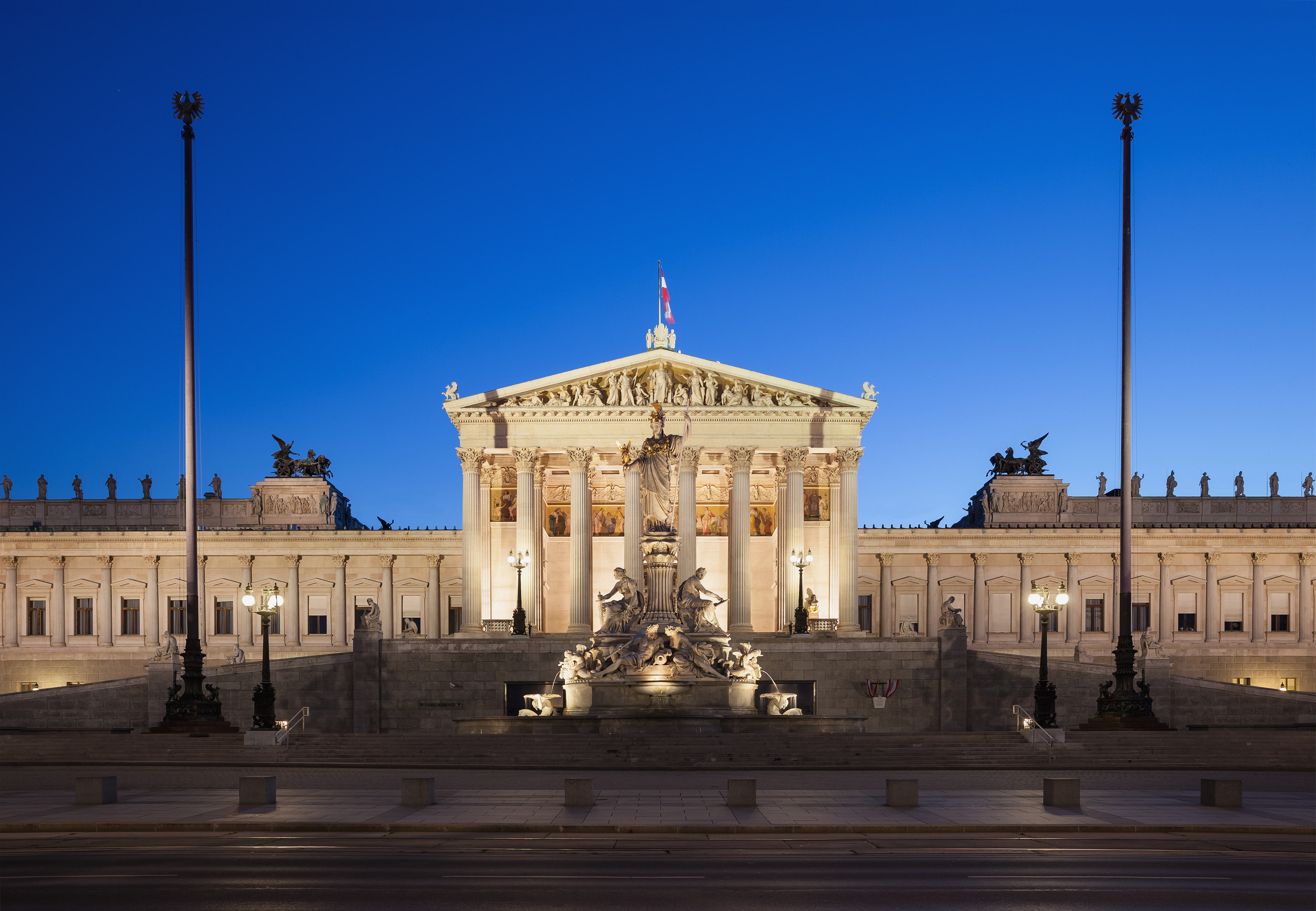
Edifício do Parlamento Austríaco

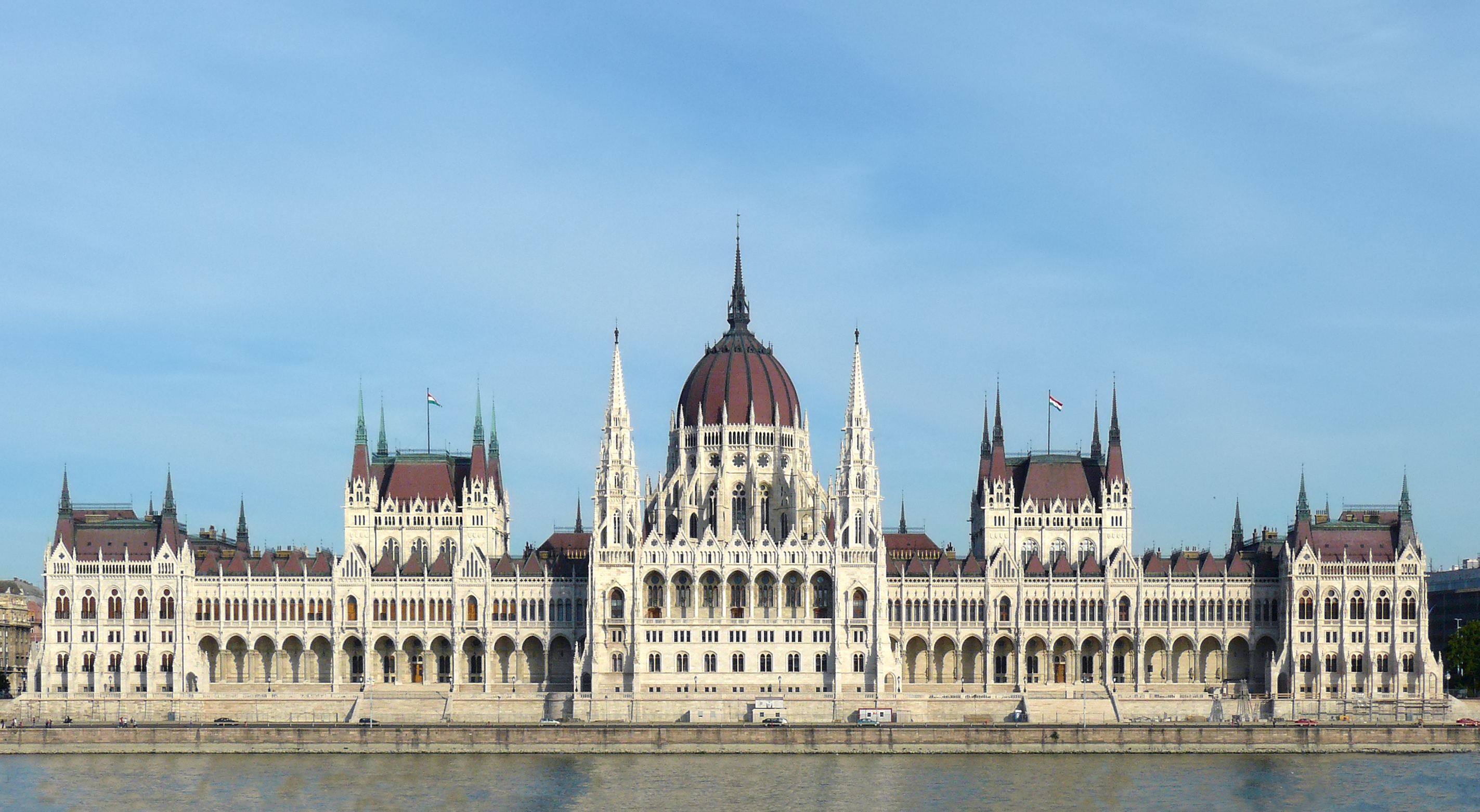
Edifício do Parlamento Húngaro

O Compromisso de 1867 transformou os domínios dos Habsburgos numa verdadeira união entre o Império Austríaco ("Terras Representadas no Conselho Imperial", ou Cisleitânia) na metade ocidental e norte e o Reino da Hungria ("Terras da Coroa de Santo Estêvão", ou Transleitânia) na metade oriental.
O governo da Áustria, que governou a monarquia até 1867, tornou-se o governo da parte austríaca, e outro governo foi formado para a parte húngara. O governo comum (oficialmente designado Conselho Ministerial para Assuntos Comuns, ou Ministerrat für gemeinsame Angelegenheiten em alemão) formado para as poucas questões de segurança nacional comum - o Exército Comum, a Marinha, a política externa e a casa imperial, e a união aduaneira. Embora as duas metades partilhassem um monarca comum e tanto as relações exteriores como a defesa fossem geridas em conjunto, todas as outras funções do Estado deveriam ser tratadas separadamente, uma vez que não havia cidadania comum.
A Hungria e a Áustria mantiveram parlamentos separados, cada um com o seu primeiro-ministro: a Dieta da Hungria (comumente conhecida como Assembleia Nacional) e o Conselho Imperial (em alemão:  Reichsrat) na Cisleitânia. Cada parlamento tinha o seu próprio governo executivo, nomeado pelo monarca.
Depois de 1878, a Bósnia e Herzegovina ficou sob o domínio militar e civil austro-húngaro até ser totalmente anexada em 1908, provocando a crise da Bósnia com as Grandes Potências e os vizinhos balcânicos da Áustria-Hungria, a Sérvia e Montenegro.
As relações durante meio século após 1867 entre as duas partes da monarquia dual caracterizaram-se por repetidas disputas sobre acordos tarifários externos partilhados e sobre a contribuição financeira de cada governo para o tesouro comum. Estas questões foram determinadas pelo Compromisso Austro-Húngaro de 1867, no qual as despesas comuns foram atribuídas 70% à Áustria e 30% à Hungria. Esta divisão teve que ser renegociada a cada dez anos. Houve turbulência política durante a preparação para cada renovação do acordo. Em 1907, a participação húngara aumentou para 36,4%.  As disputas culminaram no início dos anos 1900 numa prolongada crise constitucional. Foi desencadeada pelo desacordo sobre qual a língua a utilizar para o comando nas unidades do exército húngaro e aprofundada pela chegada ao poder em Budapeste, em abril de 1906, de uma coligação nacionalista húngara. As renovações provisórias dos acordos comuns ocorreram em outubro de 1907 e em novembro de 1917 com base no status quo. As negociações em 1917 terminaram com a dissolução da Monarquia Dual.

## Demografia

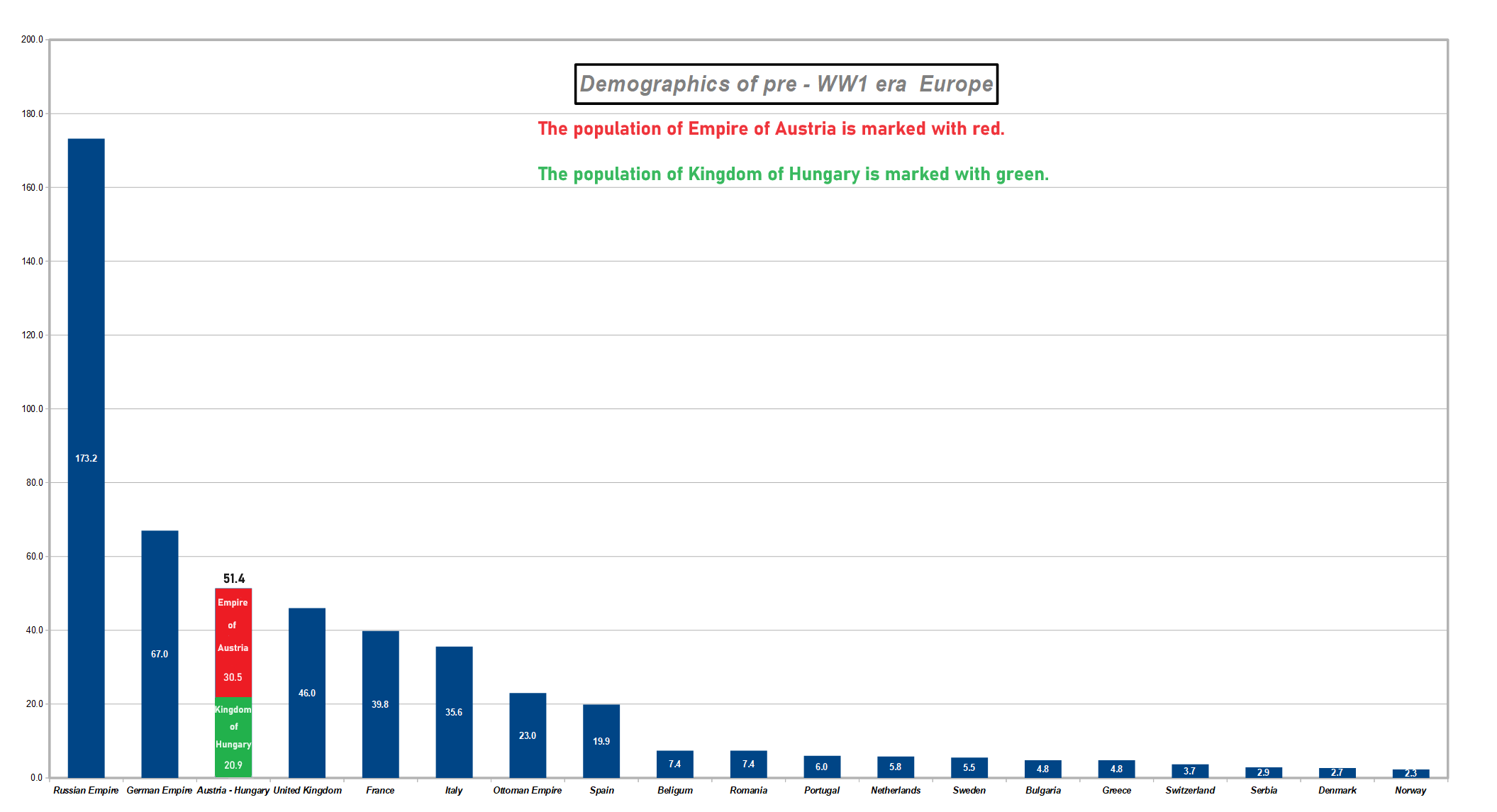
Demografia do Império da Áustria e do Reino da Hungria na Europa antes da Primeira Guerra Mundial

Mapa etnolinguístico da Áustria-Hungria, 1910

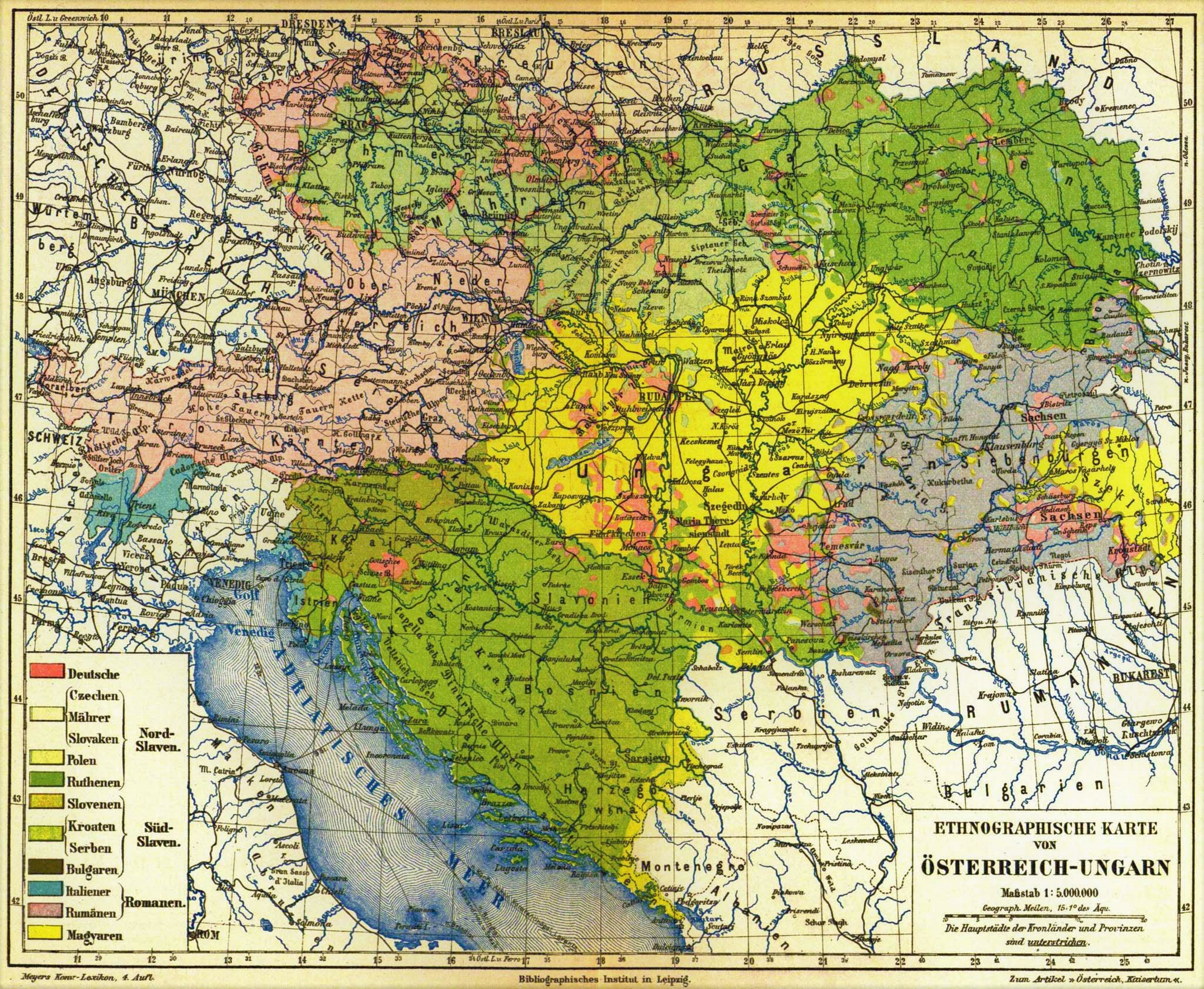
Meyers Konversations-Lexikon mapa etnográfico da Áustria-Hungria, 1885

Em julho de 1849, o Parlamento Revolucionário Húngaro proclamou e promulgou direitos étnicos e de minorias (as próximas leis desse tipo foram na Suíça), mas estas foram anuladas depois que os exércitos russo e austríaco esmagaram a Revolução Húngara. Depois que o Reino da Hungria alcançou o Compromisso com a Dinastia dos Habsburgos em 1867, um dos primeiros atos do seu Parlamento restaurado foi aprovar uma Lei sobre Nacionalidades (Lei Número XLIV de 1868). Era uma legislação liberal e oferecia amplos direitos linguísticos e culturais. Não reconheceu que os não-húngaros tivessem o direito de formar estados com qualquer autonomia territorial.

O Artigo 19 da "Lei Básica do Estado" de 1867 (Staatsgrundgesetz), válida apenas para a parte Cisleitana (austríaca) da Áustria-Hungria, dizia:
Todas as raças do império têm direitos iguais e cada raça tem o direito inviolável à preservação e uso da sua própria nacionalidade e língua. A igualdade de todas as línguas consuetudinárias ("landesübliche Sprachen") na escola, nos escritórios e na vida pública é reconhecida pelo Estado. Nos territórios onde residem várias raças, as instituições públicas e educativas devem ser organizadas de modo que, sem aplicar a compulsão à aprendizagem de uma segunda língua nacional ("Landessprache"), cada uma das raças receba os meios necessários de educação na sua própria língu.
A implementação deste princípio gerou vários litígios, uma vez que não estava claro quais as línguas que poderiam ser consideradas "consuetudinárias". Os alemães, a tradicional elite burocrática, capitalista e cultural, exigiam o reconhecimento da sua língua como língua consuetudinária em todas as partes do império. Os nacionalistas alemães, especialmente nos Sudetos (parte da Boêmia), olhavam para Berlim no novo Império Alemão.
A Lei das Minorias Húngara de 1868 concedeu às minorias (eslovacos, romenos, sérvios, etc.) direitos individuais (mas não também comunitários) de usar a sua língua em escritórios, escolas (embora na prática muitas vezes apenas naquelas fundadas por eles e não por estadual), tribunais e municípios (se 20% dos deputados assim o exigirem). Começando com a Lei do Ensino Primário de 1879 e a Lei do Ensino Secundário de 1883, o estado húngaro fez mais esforços para reduzir o uso de línguas não magiares, em forte violação da Lei das Nacionalidades de 1868. Depois de 1875, todas as escolas de língua eslovacas superiores ao ensino fundamental foram fechadas, incluindo as únicas três escolas secundárias (ginásios) em Revúca (Nagyrőce), Turčiansky Svätý Martin (Turócszentmárton) e Kláštor pod Znievom (Znióváralja).
A língua foi, como representante da etnicidade, uma das questões mais controversas na política austro-húngara. Todos os governos enfrentaram obstáculos difíceis e polêmicos na decisão sobre os idiomas de governo e de instrução. As minorias procuraram as mais amplas oportunidades de educação nas suas próprias línguas, bem como nas línguas "dominantes" — o húngaro e o alemão. Pela "Portaria de 5 de abril de 1897", o primeiro-ministro austríaco, conde Kasimir Felix Badeni, deu aos tchecos posição igual à alemã no governo interno da Boêmia; isso levou a uma crise por causa da agitação nacionalista alemã em todo o império. A Coroa demitiu Badeni.

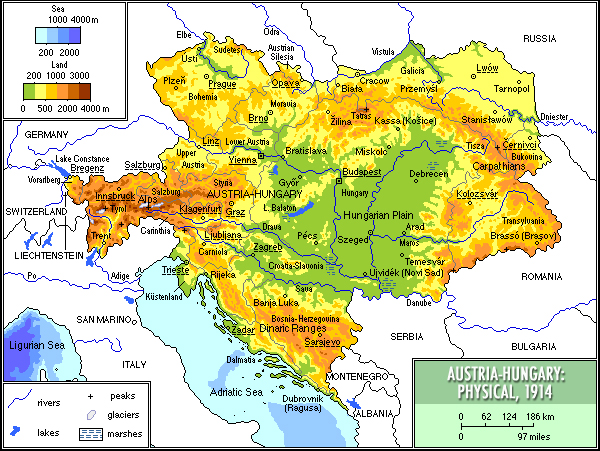
Mapa físico da Áustria-Hungria em 1914

O italiano era considerado uma antiga "língua cultural" (Kultursprache) por intelectuais alemães e sempre teve direitos iguais como língua oficial do Império, mas os alemães tiveram dificuldade em aceitar as línguas eslavas como iguais às suas. Em uma ocasião, o conde A. Auersperg (Anastasius Grün) entrou na Dieta de Carníola carregando debaixo do braço o que afirmava ser todo o corpus da literatura eslovena; isto foi para demonstrar que a língua eslovena não poderia substituir o alemão como língua do ensino superior.
Os anos seguintes assistiram ao reconhecimento oficial de várias línguas, pelo menos na Áustria. Desde 1867, as leis atribuíram ao croata status igual ao italiano na Dalmácia. A partir de 1882, houve maioria eslovena na Dieta de Carniola e na capital Laibach (Liubliana); eles substituíram o alemão pelo esloveno como principal língua oficial. A Galiza designou o polaco em vez do alemão em 1869 como a língua habitual do governo.
A partir de junho de 1907, todas as escolas públicas e privadas da Hungria foram obrigadas a garantir que, após a quarta série, os alunos pudessem se expressar fluentemente em húngaro. Isto levou ao novo encerramento de escolas minoritárias, dedicadas principalmente às línguas eslovaca e rusino. Os dois reinos por vezes dividiram as suas esferas de influência. De acordo com Misha Glenny no seu livro, The Balkans, 1804–1999, os austríacos responderam ao apoio húngaro aos checos apoiando o movimento nacional croata em Zagreb. Em reconhecimento de que reinava num país multiétnico, o Imperador Francisco José falava (e usava) alemão, húngaro e checo fluentemente, e até certo ponto croata, sérvio, polaco e italiano.
As disputas linguísticas foram mais ferozmente travadas na Boémia, onde os falantes do checo formavam a maioria e procuravam um estatuto de igualdade para a sua língua em relação ao alemão. Os checos viveram principalmente na Boémia desde o século VI e os imigrantes alemães começaram a colonizar a periferia da Boémia no século XIII. A constituição de 1627 tornou a língua alemã uma segunda língua oficial e igual ao checo. Os falantes de alemão perderam a maioria na Dieta Boêmia em 1880 e tornaram-se uma minoria para os falantes de tcheco nas cidades de Praga e Pilsen (embora mantendo uma ligeira maioria numérica na cidade de Brno (Brünn)). A antiga Universidade Charles de Praga, até então dominada por falantes de alemão, foi dividida em faculdades de língua alemã e tcheca em 1882.
Ao mesmo tempo, o domínio húngaro enfrentou desafios das maiorias locais de romenos na Transilvânia e no leste do Banato, dos eslovacos na atual Eslováquia e dos croatas e sérvios nas terras da coroa da Croácia e da Dalmácia (hoje Croácia), na Bósnia e Herzegovina. e nas províncias conhecidas como Voivodina (hoje norte da Sérvia). Os romenos e os sérvios começaram a agitar pela união com os seus colegas nacionalistas e falantes de línguas nos estados recém fundados da Romênia (1859-1878) e da Sérvia.
Os líderes da Hungria estavam geralmente menos dispostos do que os seus homólogos austríacos a partilhar o poder com as suas minorias, mas concederam uma grande medida de autonomia à Croácia em 1868. Até certo ponto, modelaram a sua relação com esse reino no seu próprio compromisso com a Áustria do ano anterior. Apesar da autonomia nominal, o governo croata era uma parte económica e administrativa da Hungria, da qual os croatas se ressentiam. No Reino da Croácia-Eslavônia e na Bósnia e Herzegovina, muitos defenderam a ideia de uma monarquia austro-húngaro-croata experimentalista; entre os defensores da ideia estavam o arquiduque Leopoldo Salvador, o arquiduque Francisco Ferdinando e o imperador e rei Carlos I que durante o seu curto reinado apoiou a ideia trialista apenas para ser vetada pelo governo húngaro e pelo conde István Tisza. O conde finalmente assinou a proclamação experimental após forte pressão do rei em 23 de outubro de 1918.

### Relações étnicas
Na Ístria, os istro-romenos, um pequeno grupo étnico composto por cerca de 2 600 pessoas na década de 1880, sofreram severa discriminação. Os croatas da região, que constituíam a maioria, tentaram assimilá-los, enquanto a minoria italiana os apoiou nos seus pedidos de autodeterminação. Em 1888, a possibilidade de abrir a primeira escola para os istro-romenos ensinando em língua romena foi discutida na Dieta da Ístria. A proposta foi muito popular entre eles. Os deputados italianos mostraram o seu apoio, mas os croatas opuseram-se e tentaram mostrar que os istro-romenos eram de facto eslavos. Durante o domínio austro-húngaro, os istro-romenos viveram em condições de pobreza, e aqueles que viviam na ilha de Krk foram totalmente assimilados em 1875.

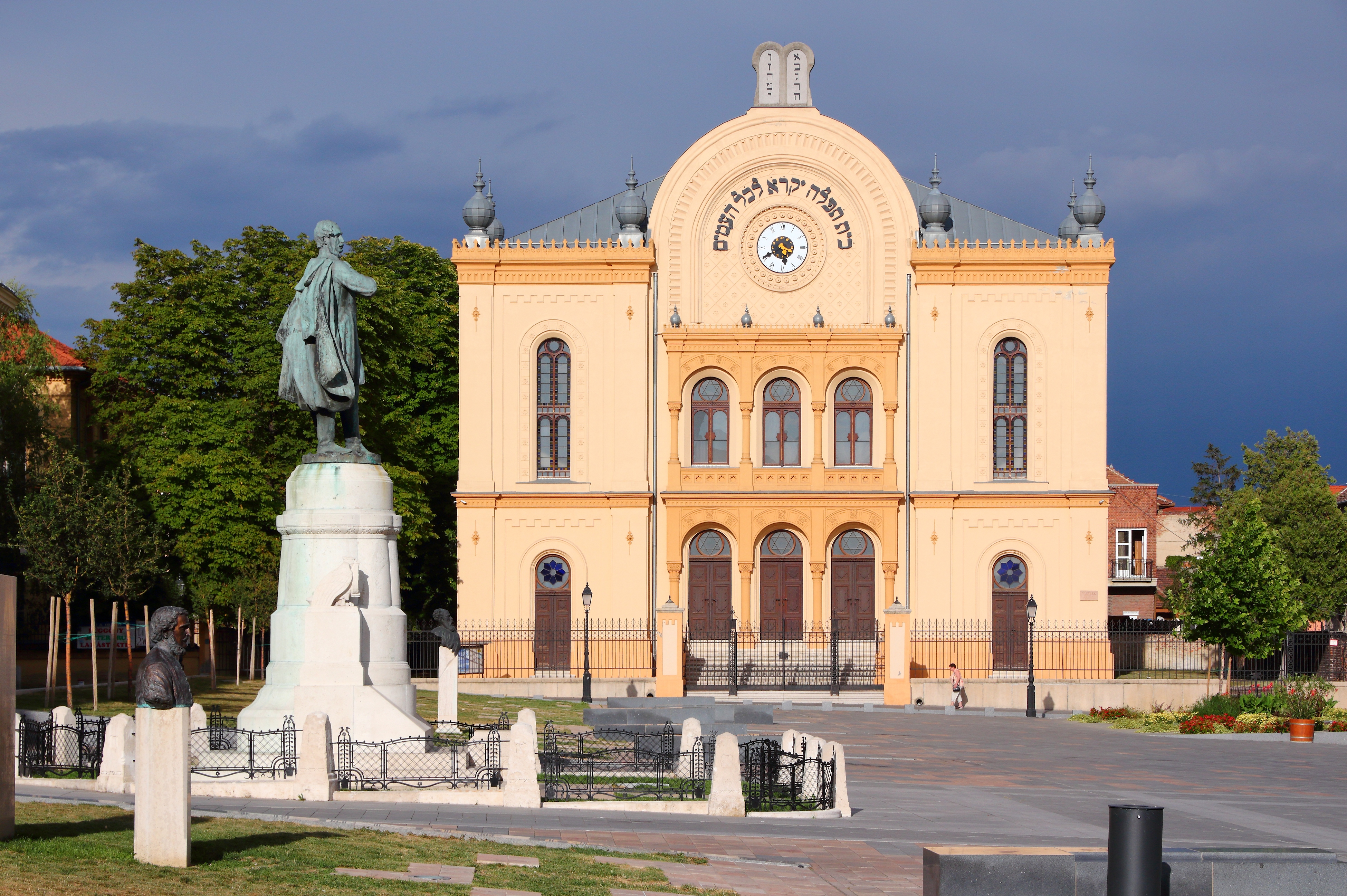
Grande Sinagoga de estilo romântico em Pécs, construída pela comunidade judaica Neolog em 1869

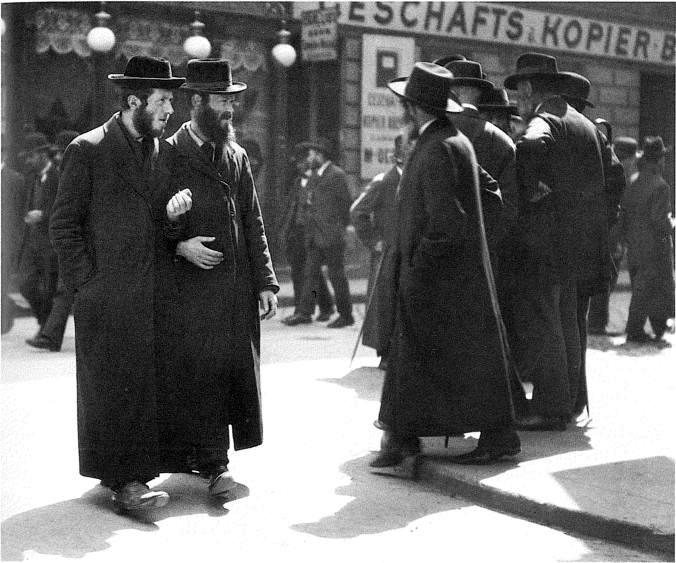
Judeus Ortodoxos da Galícia em Leopoldstadt, Viena, 1915

Por volta de 1900, os judeus somavam cerca de dois milhões em todo o território do Império Austro-Húngaro; sua posição era ambígua. As políticas populistas e antissemitas do Partido Social Cristão são por vezes vistas como um modelo para o nazismo de Adolf Hitler. Existiam partidos e movimentos antissemitas, mas os governos de Viena e Budapeste não iniciaram pogroms nem implementaram políticas antissemitas oficiais. Eles temiam que tal violência étnica pudesse inflamar outras minorias étnicas e ficar fora de controle. Os partidos antissemitas permaneceram na periferia da esfera política devido à sua baixa popularidade entre os eleitores nas eleições parlamentares.
Nesse período, a maioria dos judeus na Áustria-Hungria vivia em pequenas cidades (shtetls) na Galiza e em áreas rurais da Hungria e da Boémia; no entanto, tinham grandes comunidades e até maiorias locais nos distritos centrais de Viena, Budapeste, Praga, Cracóvia e Lwów. Das forças militares anteriores à Primeira Guerra Mundial das principais potências europeias, o exército austro-húngaro estava quase sozinho na sua promoção regular de judeus para posições de comando. Enquanto a população judaica das terras da Monarquia Dual era de cerca de 5%, os judeus representavam quase 18% do corpo de oficiais da reserva. Graças à modernidade da constituição e à benevolência do imperador Francisco José, os judeus austríacos passaram a considerar a era da Áustria-Hungria como uma era dourada da sua história. Em 1910, cerca de 900 000 religiosos. Os judeus representavam aproximadamente 5% da população da Hungria e cerca de 23% dos cidadãos de Budapeste. No Império Austro-Húngaro, os judeus húngaros, geralmente ferozmente patrióticos, asseguravam a tênue maioria húngara no Reino da Hungria. Os judeus representavam 54% dos proprietários de empresas comerciais, 85% dos diretores de instituições financeiras e proprietários bancários e 62% de todos os funcionários do comércio, 20% de todos os alunos do ensino fundamental geral e 37% de toda a gramática científica comercial. alunos do ensino fundamental, 31,9% de todos os alunos de engenharia e 34,1% de todos os alunos das faculdades humanas das universidades. Os judeus representavam 48,5% de todos os médicos  e 49,4% de todos os advogados/juristas na Hungria. Nota: Os números de judeus foram reconstruídos a partir de censos religiosos. Não incluíam as pessoas de origem judaica que se converteram ao cristianismo, nem o número de ateus. Entre muitos membros do parlamento húngaro de origem judaica, os membros judeus mais famosos na vida política húngara foram Vilmos Vázsonyi como Ministro da Justiça, Samu Hazai como Ministro da Guerra, János Teleszky como ministro das finanças, János Harkányi como ministro do comércio e József Szterényi como ministro do Comércio.

## Educação

### Universidades da Cisleitânia

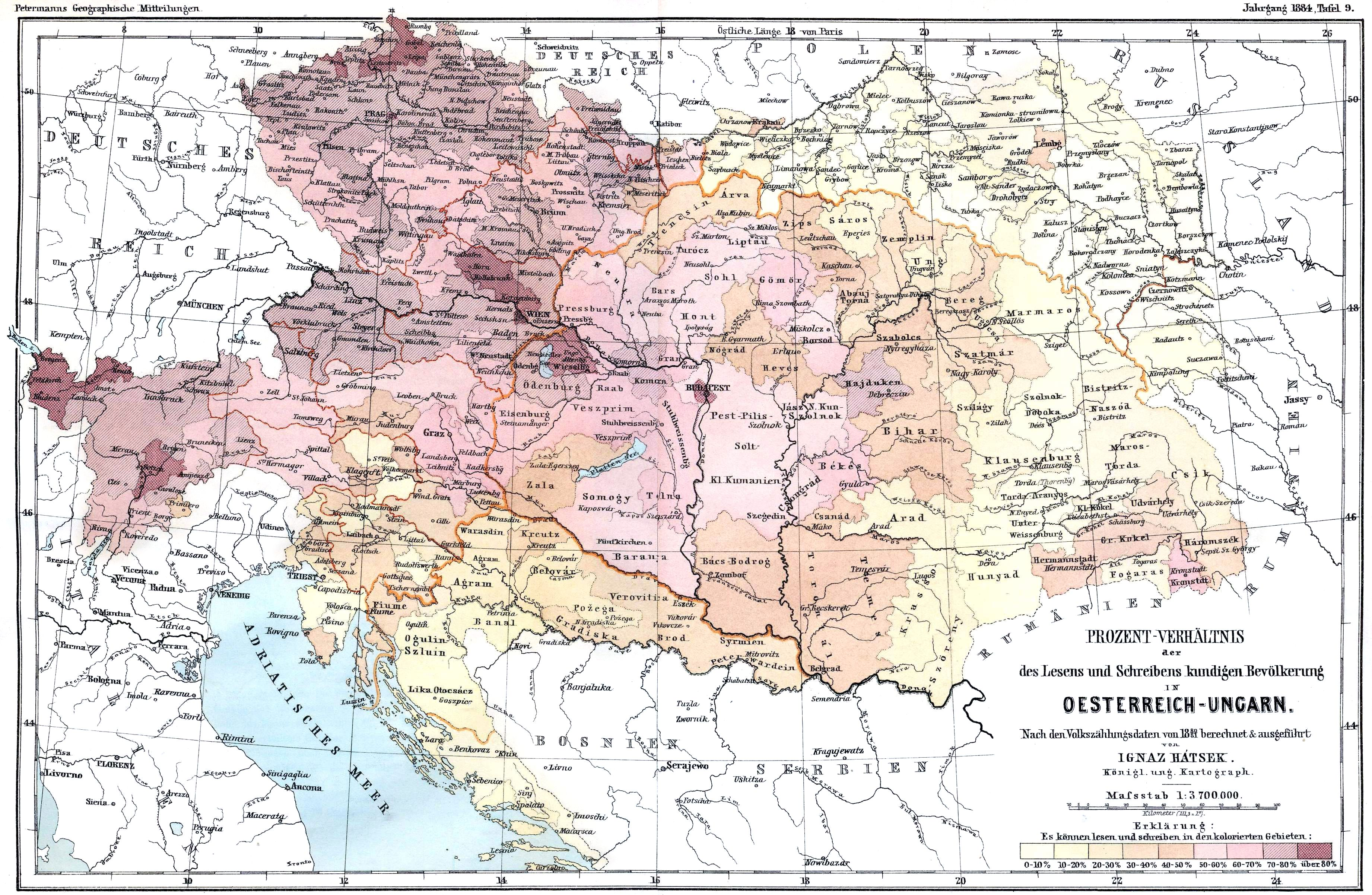
Alfabetização na Áustria-Hungria (censo de 1880)

A primeira universidade na metade austríaca do Império (Universidade Carlos) foi fundada por Sua Alteza Real o Imperador Carlos IV em Praga em 1347, a segunda universidade mais antiga foi a Universidade Jaguelônica fundada em Cracóvia pelo Rei da Polônia Casimiro III, o Grande em 1364, enquanto a terceira mais antiga (Universidade de Viena) foi fundada pelo duque Rodolfo IV em 1365.
As instituições de ensino superior eram predominantemente alemãs, mas a partir da década de 1870 começaram a ocorrer mudanças linguísticas. Estes estabelecimentos, que em meados do século XIX tinham um carácter predominantemente alemão, sofreram na Galiza uma conversão em instituições nacionais polacas, na Boémia e na Morávia uma separação em instituições alemãs e checas. Assim foram fornecidos alemães, tchecos e poloneses. Mas agora as nações menores também fizeram ouvir as suas vozes: os rutenos, os eslovenos e os italianos. Os rutenos exigiram inicialmente, tendo em conta o carácter predominantemente ruteno da zona rural da Galiza Oriental, uma divisão nacional da Universidade Polaca de Lwów. Como os poloneses foram inicialmente inflexíveis, surgiram manifestações rutenas e greves de estudantes, e os rutenos não se contentavam mais com a reversão de algumas cátedras docentes separadas e com cursos paralelos de palestras. Por um pacto concluído em 28 de janeiro de 1914, os poloneses prometeram uma universidade rutena; mas devido à guerra a questão caducou. Os italianos dificilmente poderiam reivindicar uma universidade própria com base na população (em 1910 eram 783 000), mas reivindicaram-na ainda mais com base na sua cultura antiga. Todas as partes concordaram que deveria ser criada uma Faculdade de Direito italiana; a dificuldade residia na escolha do local. Os italianos exigiram Trieste; mas o Governo teve medo de deixar que este porto do Adriático se tornasse o centro de uma irredenta; além disso, os eslavos do sul da cidade desejavam que ela fosse mantida livre de um estabelecimento educacional italiano. Bienerth, em 1910, conseguiu um compromisso; a saber, que seja fundado imediatamente, a situação seja provisoriamente em Viena, e seja transferida no prazo de quatro anos para o território nacional italiano. A União Nacional Alemã (Nationalverband) concordou em estender a hospitalidade temporária à universidade italiana em Viena, mas o Clube Hochschule Eslavo do Sul exigiu uma garantia de que uma transferência posterior para as províncias costeiras não deveria ser contemplada, juntamente com a fundação simultânea de cátedras docentes eslovenas. em Praga e Cracóvia, e passos preliminares para a fundação de uma universidade eslava do sul em Laibach. Mas, apesar da constante renovação das negociações para um compromisso, era impossível chegar a qualquer acordo, até que a eclosão da guerra deixou todos os projectos para uma universidade rutena em Lemberg, uma universidade eslovena em Laibach, e uma segunda universidade checa na Morávia, não realizado.

### Universidades da Transleitânia

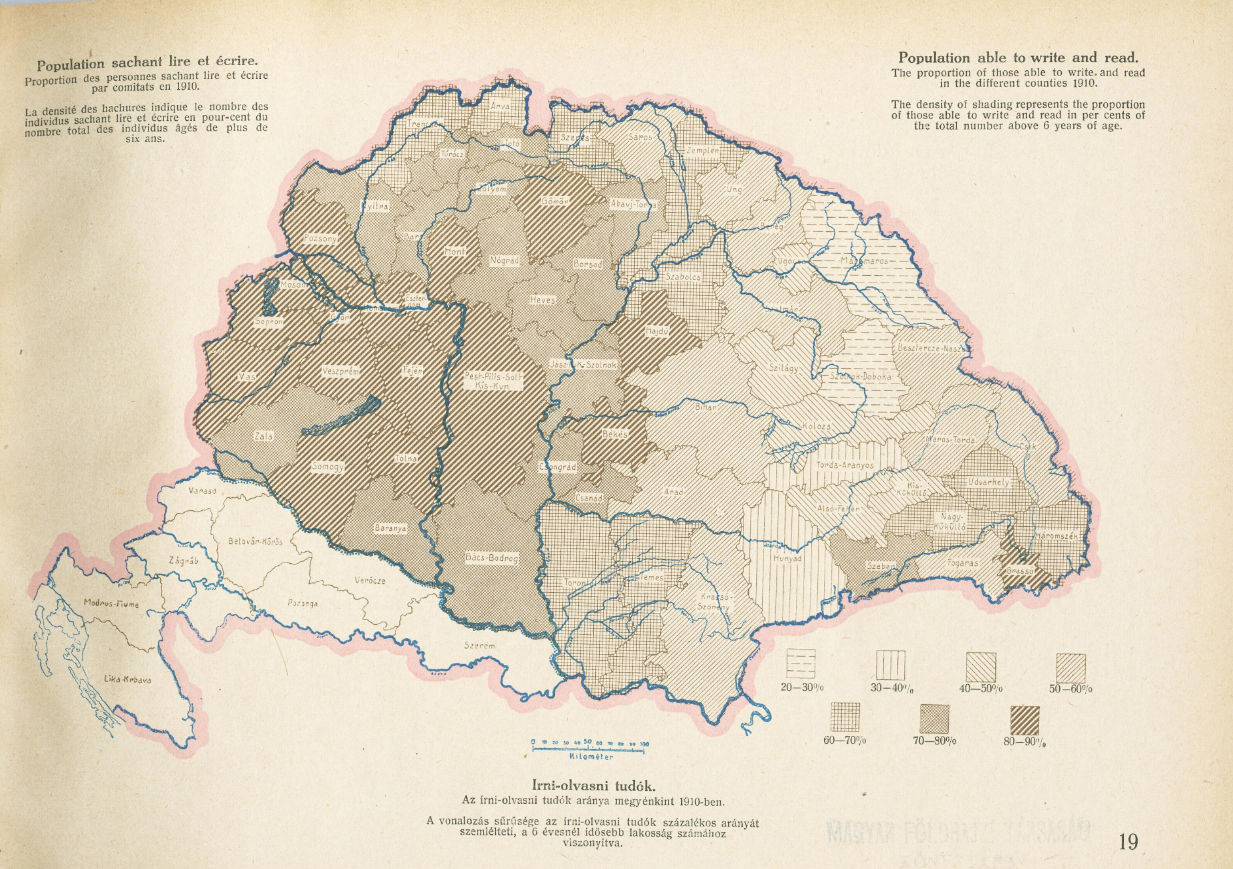
Alfabetização na Hungria por condados em 1910 (excluindo Croácia)

No ano de 1276, a universidade de Veszprém foi destruída pelas tropas de Péter Csák e nunca foi reconstruída. Uma universidade foi fundada por Luís I da Hungria em Pécs em 1367. Sigismundo fundou uma universidade em Óbuda em 1395. Outra, a Universitas Istropolitana, foi fundada em 1465 em Pozsony (hoje Bratislava na Eslováquia) por Mattias Corvinus. Nenhuma destas universidades medievais sobreviveu às guerras otomanas. A Universidade Nagyszombat foi fundada em 1635 e mudou-se para Buda em 1777 e hoje é chamada de Universidade Eötvös Loránd. O primeiro instituto de tecnologia do mundo foi fundado em Selmecbánya, Reino da Hungria (desde 1920 Banská Štiavnica, hoje Eslováquia) em 1735. Seu sucessor legal é a Universidade de Miskolc, na Hungria. A Universidade de Tecnologia e Economia de Budapeste (BME) é considerada o instituto de tecnologia mais antigo do mundo, com classificação e estrutura universitária. Seu antecessor legal, o Institutum Geométrico-Hydrotechnicum, foi fundado em 1782 pelo imperador José II.
As escolas secundárias incluíam as universidades, das quais a Hungria possuía cinco, todas mantidas pelo Estado: em Budapeste (fundada em 1635), em Kolozsvár (fundada em 1872) e em Zagreb (fundada em 1874). Universidades mais novas foram estabelecidas em Debrecen em 1912, e a universidade Pozsony foi restabelecida após meio milênio em 1912. Eles tinham quatro faculdades: teologia, direito, filosofia e medicina (a universidade de Zagreb não tinha faculdade de medicina). Havia também dez escolas secundárias de direito, chamadas academias, que em 1900 eram frequentadas por 1.569 alunos. O Politécnico de Budapeste, fundado em 1844, que continha quatro faculdades e era frequentado em 1900 por 1 772 alunos, também era considerado uma escola secundária. Em 1900, havia na Hungria quarenta e nove faculdades teológicas, vinte e nove católicas, cinco gregas uniatas, quatro gregas ortodoxas, dez protestantes e uma judaica. Entre as escolas especiais, as principais escolas de mineração estavam em Selmeczbánya, Nagyág e Felsőbánya; as principais faculdades agrícolas de Debreczen e Kolozsvár; e havia uma escola florestal em Selmeczbánya, colégios militares em Budapeste, Kassa, Déva e Zagreb, e uma escola naval em Fiume. Havia também vários institutos de formação de professores e um grande número de escolas de comércio, várias escolas de arte – de design, pintura, escultura e música.
| Principais nacionalidades na Hungria | Taxa de alfabetização em 1910 |
| ------------------------------------ | ----------------------------- |
| Alemão                               | 70,7%                         |
| Húngaro                              | 67,1%                         |
| Croata                               | 62,5%                         |
| Eslovaco                             | 58,1%                         |
| Sérvio                               | 51,3%                         |
| Romena                               | 28,2%                         |
| Ruteno                               | 22,2%                         |

## Economia

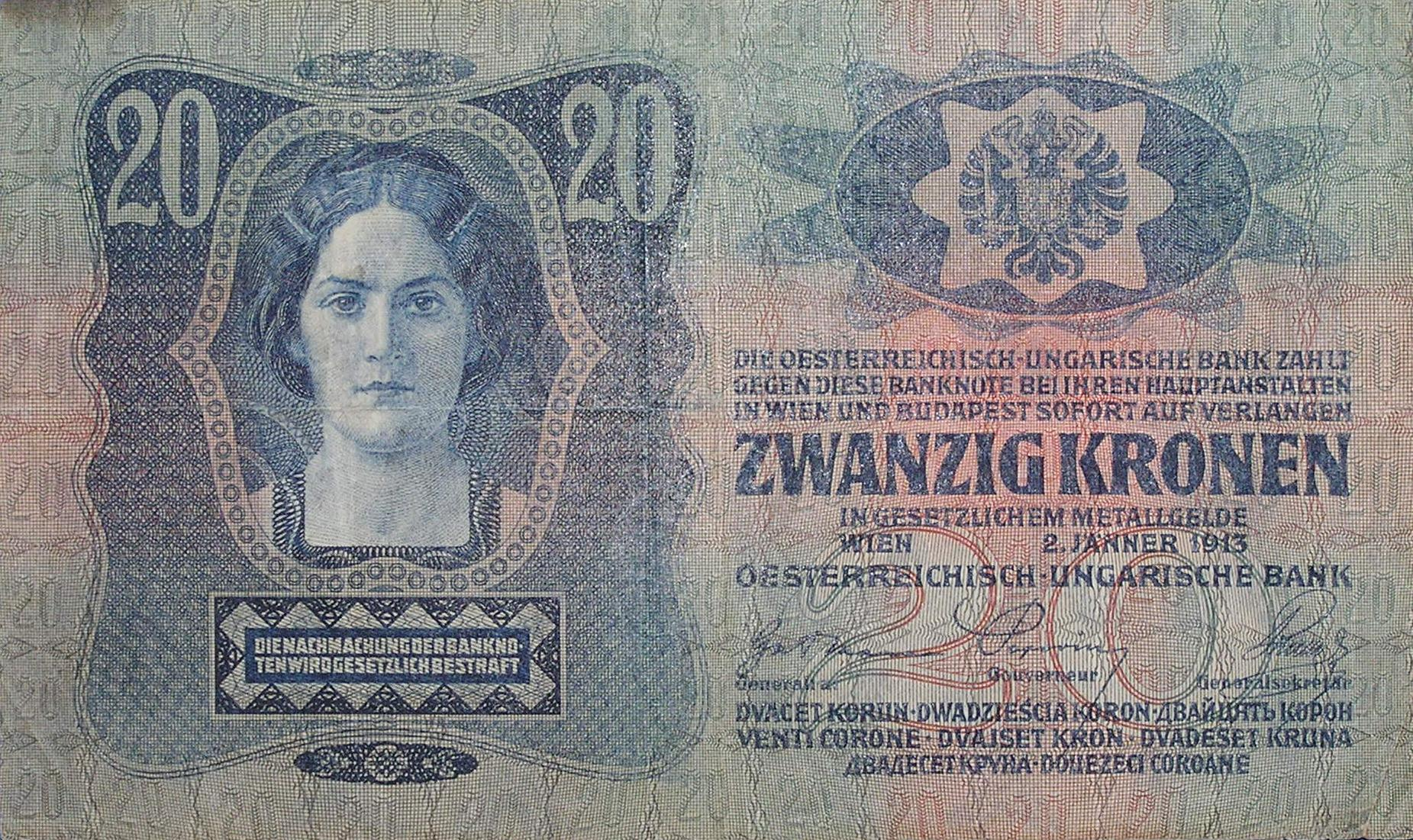
Uma nota de 20 coroas da Monarquia Dual, usando todas as línguas oficiais e reconhecidas (o verso era o húngaro)

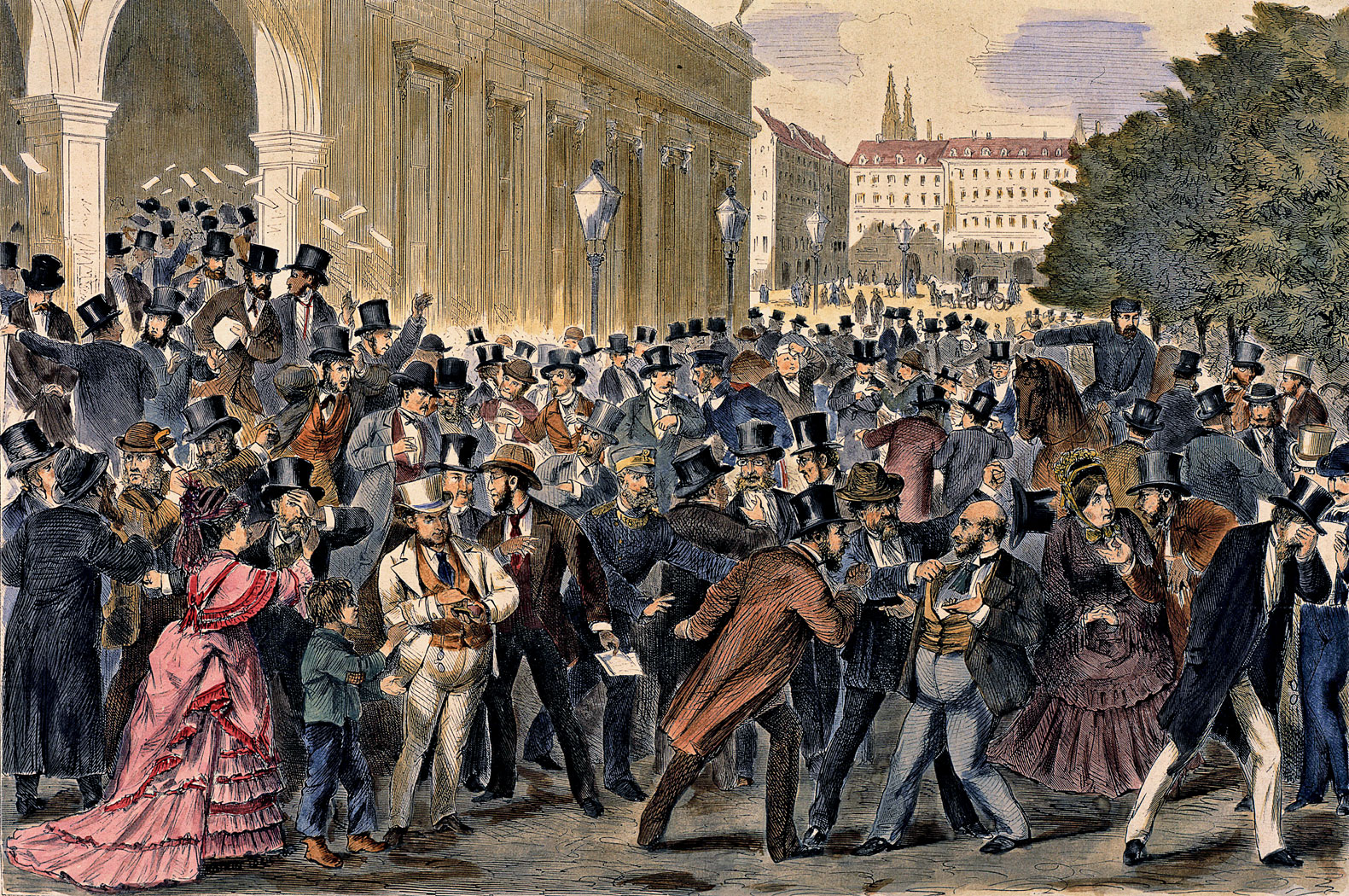
Sexta-feira Negra, 9 de maio de 1873, Bolsa de Valores de Viena. Seguiram-se o Pânico de 1873 e a Longa Depressão.

A economia fortemente rural austro-húngara modernizou-se lentamente depois de 1867. As ferrovias abriram áreas antes remotas e as cidades cresceram. Muitas pequenas empresas promoveram o modo de produção capitalista. A mudança tecnológica acelerou a industrialização e a urbanização. A primeira bolsa de valores austríaca (a Wiener Börse) foi aberta em 1771 em Viena, a primeira bolsa de valores do Reino da Hungria (a Bolsa de Valores de Budapeste) foi aberta em Budapeste em 1864. O banco central (Banco emissor) foi fundado como Banco Nacional Austríaco em 1816. Em 1878, transformou-se no Banco Nacional Austro-Húngaro, com escritórios principais em Viena e Budapeste. O banco central era governado por governadores e vice-governadores alternados austríacos ou húngaros.
O produto nacional bruto per capita cresceu cerca de 1,76% ao ano de 1870 a 1913. Esse nível de crescimento comparou-se muito favoravelmente ao de outras nações europeias, como a Grã-Bretanha (1%), França (1,06%) e Alemanha (1,51%).  Contudo, numa comparação com a Alemanha e a Grã-Bretanha, a economia austro-húngara como um todo ainda estava consideravelmente atrasada, uma vez que a modernização sustentada tinha começado muito mais tarde. Tal como o Império Alemão, o da Áustria-Hungria empregou frequentemente políticas e práticas económicas liberais. Em 1873, a antiga capital húngara Buda e Óbuda (Antiga Buda) foram oficialmente fundidas com a terceira cidade, Pest, criando assim a nova metrópole de Budapeste. A dinâmica Pest tornou-se o centro administrativo, político, económico, comercial e cultural da Hungria. Muitas das instituições estatais e o sistema administrativo moderno da Hungria foram estabelecidos durante este período. O crescimento económico centrou-se em Viena e Budapeste, nas terras austríacas (áreas da Áustria moderna), na região alpina e nas terras da Boémia. Nos últimos anos do século XIX, o rápido crescimento económico espalhou-se pela planície central húngara e pelas terras dos Cárpatos. Como resultado, existiam grandes disparidades de desenvolvimento dentro do império. Em geral, as áreas ocidentais tornaram-se mais desenvolvidas que as orientais. O Reino da Hungria tornou-se o segundo maior exportador mundial de farinha, depois dos Estados Unidos. As grandes exportações de alimentos húngaros não se limitaram às vizinhas Alemanha e Itália: a Hungria tornou-se o mais importante fornecedor estrangeiro de alimentos para as grandes cidades e centros industriais do Reino Unido. A Galiza, que tem sido descrita como a província mais pobre da Austro-Hungria, sofreu fomes quase constantes, resultando em 50 000 mortes por ano. Os istro-romenos da Ístria também eram pobres, pois a pastorícia perdeu força e a agricultura não era produtiva.
No entanto, no final do século XIX, as diferenças económicas começaram gradualmente a equilibrar-se, à medida que o crescimento económico nas partes orientais da monarquia ultrapassava consistentemente o da parte ocidental. A forte agricultura e indústria alimentar do Reino da Hungria, com o centro de Budapeste, tornou-se predominante dentro do império e representou uma grande proporção das exportações para o resto da Europa. Entretanto, as áreas ocidentais, concentradas principalmente em torno de Praga e Viena, destacaram-se em diversas indústrias transformadoras. Esta divisão do trabalho entre o leste e o oeste, além da união econômica e monetária existente, levou a um crescimento económico ainda mais rápido em toda a Áustria-Hungria no início do século XX. No entanto, desde a viragem do século XX, a metade austríaca da Monarquia conseguiu preservar o seu domínio dentro do império nos sectores da primeira revolução industrial, mas a Hungria tinha uma posição melhor nas indústrias modernas da segunda revolução industrial, nestes setores modernos da segunda revolução industrial (como a indústria de construção de máquinas e a indústria eléctrica), a concorrência austríaca não poderia tornar-se dominante.

## Infraestrutura

### Telecomunicações

#### Telégrafos
A primeira conexão telegráfica (Viena-Brno-Praga) começou a operar em 1847. No território húngaro as primeiras estações telegráficas foram inauguradas em Pressburg (Pozsony, hoje Bratislava) em dezembro de 1847 e em Buda em 1848. A primeira conexão telegráfica entre Viena e Peste – Buda (mais tarde Budapeste) foi construída em 1850, e Viena – Zagreb em 1850.
Posteriormente, a Áustria aderiu a uma união telegráfica com os estados alemães. No Reino da Hungria, 2 406 estações de correio telegráfico funcionavam em 1884. Em 1914, o número de estações telegráficas atingiu 3 000 nos correios e mais 2 400 foram instaladas nas estações ferroviárias do Reino da Hungria.

#### Telefone

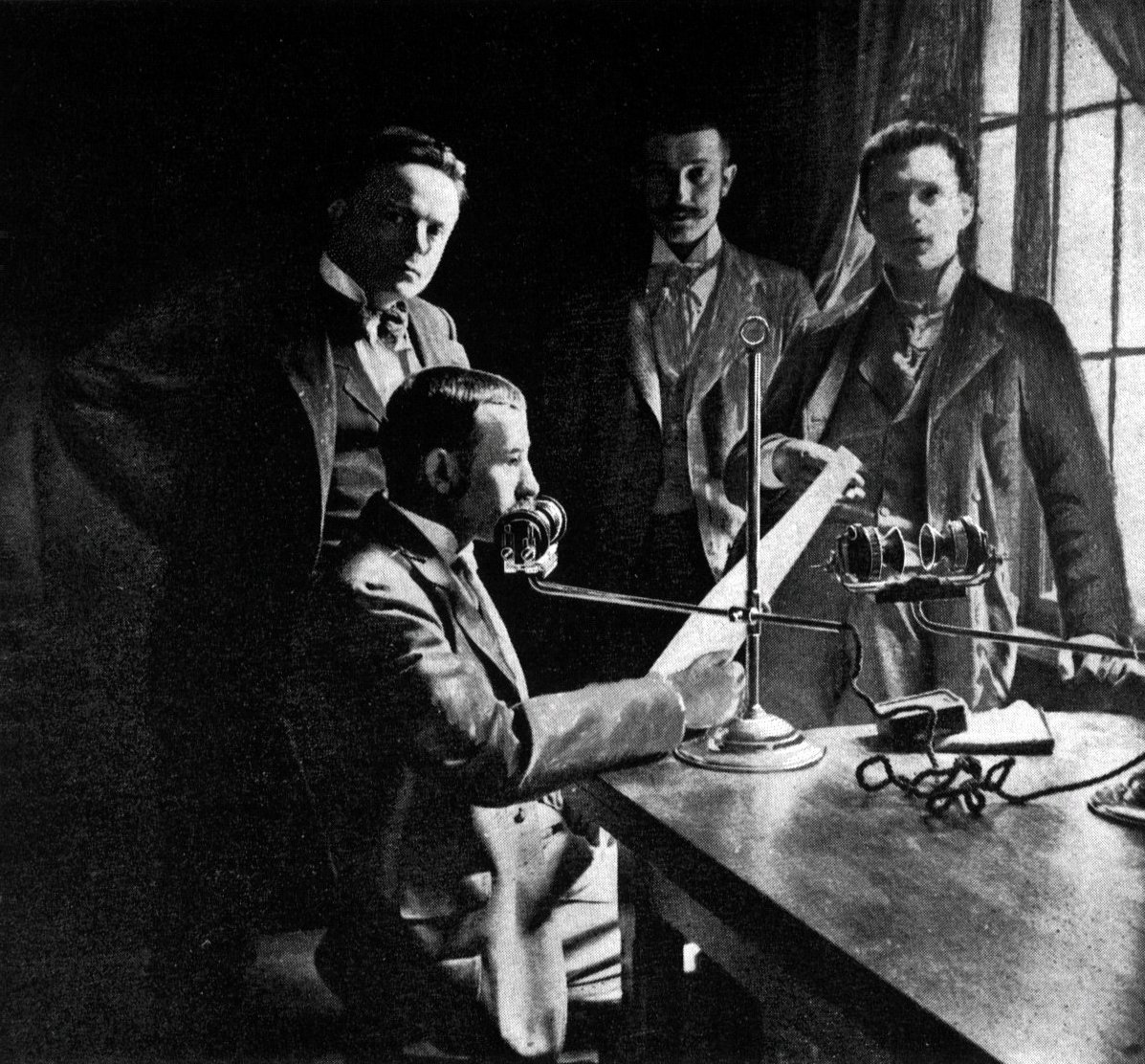
Um locutor lendo as notícias do dia no Telefon Hírmondó de Budapeste

A primeira central telefônica foi aberta em Zagreb (8 de janeiro de 1881), a segunda foi em Budapeste (1 de maio de 1881), e a terceira foi aberta em Viena (3 de junho de 1881). Inicialmente a telefonia estava disponível nas residências de assinantes individuais, empresas e escritórios. As estações telefônicas públicas surgiram na década de 1890 e rapidamente se espalharam pelos correios e estações ferroviárias. Áustria-Hungria teve 568 milhões de chamadas telefônicas em 1913; apenas dois países da Europa Ocidental tiveram mais ligações: o Império Alemão e o Reino Unido. O Império Austro-Húngaro foi seguido pela França com 396 milhões de chamadas telefónicas e a Itália com 230 milhões de telefonemas. Em 1916, havia 366 milhões de chamadas telefónicas na Cisleitânia, entre elas 8,4 milhões de chamadas de longa distância. Todas as centrais telefônicas das cidades, vilas e vilas maiores da Transleitânia estavam ligadas até 1893. Em 1914, mais de 2 000 assentamentos tinham central telefônica no Reino da Hungria.

#### Transmissão de áudio
O serviço de notícias e entretenimento Telefon Hírmondó foi introduzido em Budapeste em 1893. Duas décadas antes da introdução da radiodifusão, as pessoas podiam ouvir diariamente notícias políticas, económicas e desportivas, cabaré, música e ópera em Budapeste. Operava em um tipo especial de sistema de central telefônica.

### Transporte ferroviário

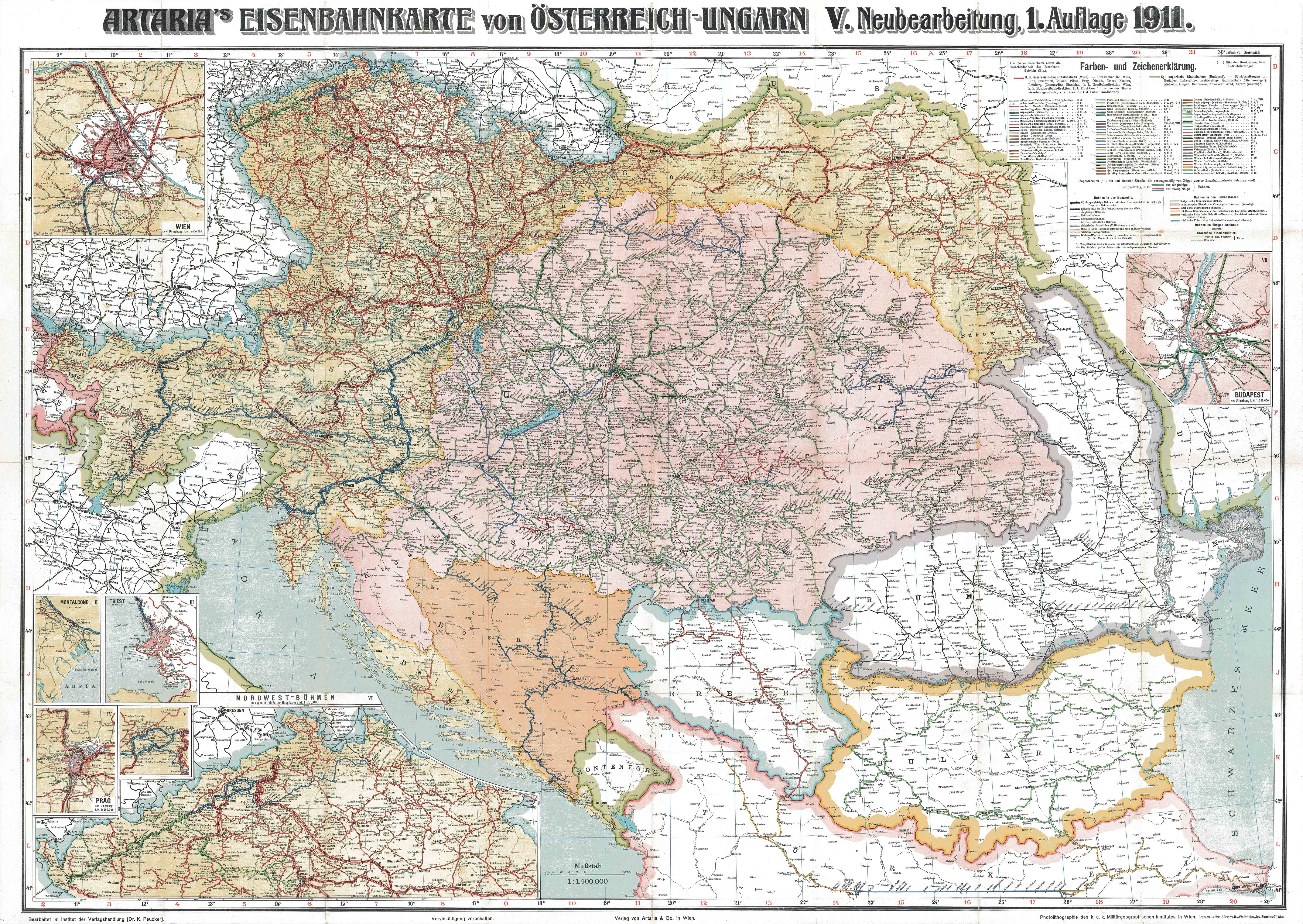
Mapa ferroviário detalhado das ferrovias austríacas e húngaras de 1911

Em 1913, o comprimento combinado dos trilhos ferroviários do Império Austríaco e do Reino da Hungria atingiu 43 280 km. Na Europa Ocidental, apenas a Alemanha tinha uma rede ferroviária mais extensa (63 378 km); o Império Austro-Húngaro foi seguido pela França (40 770 km), o Reino Unido (32 623 km), Itália (18 873 km) e Espanha (15 088 km).

#### Ferrovias na Transleitânia
A primeira linha ferroviária de locomotivas a vapor húngara foi inaugurada em 15 de julho de 1846 entre Peste e Vác. Em 1890, a maioria das grandes empresas ferroviárias privadas húngaras foram nacionalizadas como consequência da má gestão das empresas privadas, exceto a forte Ferrovia Kaschau-Oderberg (KsOd), de propriedade austríaca, e a Ferrovia Austro-Húngara do Sul (SB/DV). Eles também aderiram ao sistema tarifário zonal da MÁV (Ferrovias Estatais Húngaras). Em 1910, o comprimento total das redes ferroviárias do Reino Húngaro atingiu 22 869 km, a rede húngara ligava mais de 1 490 povoados. Quase metade (52%) das ferrovias do império foram construídas na Hungria, portanto a densidade ferroviária lá tornou-se maior do que a da Cisleitânia. Isto classificou as ferrovias húngaras como as 6ª mais densas do mundo (à frente da Alemanha e da França).
Ferrovias suburbanas eletrificadas: Um conjunto de quatro linhas ferroviárias suburbanas elétricas foi construído em Budapeste, o BHÉV: linha Ráckeve (1887), linha Szentendre (1888), linha Gödöllő (1888), linha Csepel (1912).

#### Linhas de bonde nas cidades
Os bondes puxados por cavalos surgiram na primeira metade do século XIX. Entre as décadas de 1850 e 1880, muitos foram construídos: Viena (1865), Budapeste (1866), Brno (1869), Trieste (1876). Os bondes a vapor surgiram no final da década de 1860. A eletrificação dos bondes começou no final da década de 1880. O primeiro bonde eletrificado na Áustria-Hungria foi construído em Budapeste em 1887.
Linhas de bonde elétrico no Império Austríaco:
- Áustria: Gmunden (1894); Linz, Viena (1897); Graz (1898); Trieste (1900); Liubliana (1901); Insbruck (1905); Unterlach, Ybbs an der Donau (1907); Salzburgo (1909); Klagenfurt, Sankt Pölten (1911); Piran (1912)
- Litoral Austríaco: Pula (1904).
- Boêmia: Praga (1891); Teplice (1895); Liberec (1897); Ústí nad Labem, Plzeň, Olomouc (1899); Morávia, Brno, Jablonec nad Nisou (1900); Ostrava (1901); Mariánské Lázne (1902); Budějovice, České Budějovice, Jihlava (1909)
- Silésia Austríaca: Opava (Troppau) (1905), Cieszyn (Cieszyn) (1911)
- Dalmácia: Dubrovnik (1910)
- Galiza: Lviv (1894), Bielsko-Biała (1895); Cracóvia (1901); Tarnów, Cieszyn (1911)[80][81][82]

Linhas de bonde elétrico no Reino da Hungria:
- Hungria: Budapeste (1887); Pressburg/Pozsony/Bratislava (1895); Szabadka/Subotica (1897), Szombathely (1897), Miskolc (1897); Temesvár/Timișoara (1899); Sopron (1900); Szatmárnémeti/Satu Mare (1900); Nyíregyháza (1905); Nagyszeben/Sibiu (1905); Nagyvárad/Oradea (1906); Szeged (1908); Debrecen (1911); Újvidék/Novi Sad (1911); Kassa/Košice (1913); Pécs (1913)
- Croácia: Fiume (1899); Pula (1904); Opatija - Lovran (1908); Zagrebe (1910); Dubrovnik (1910).[83][84][85][86]

#### Subterrâneo

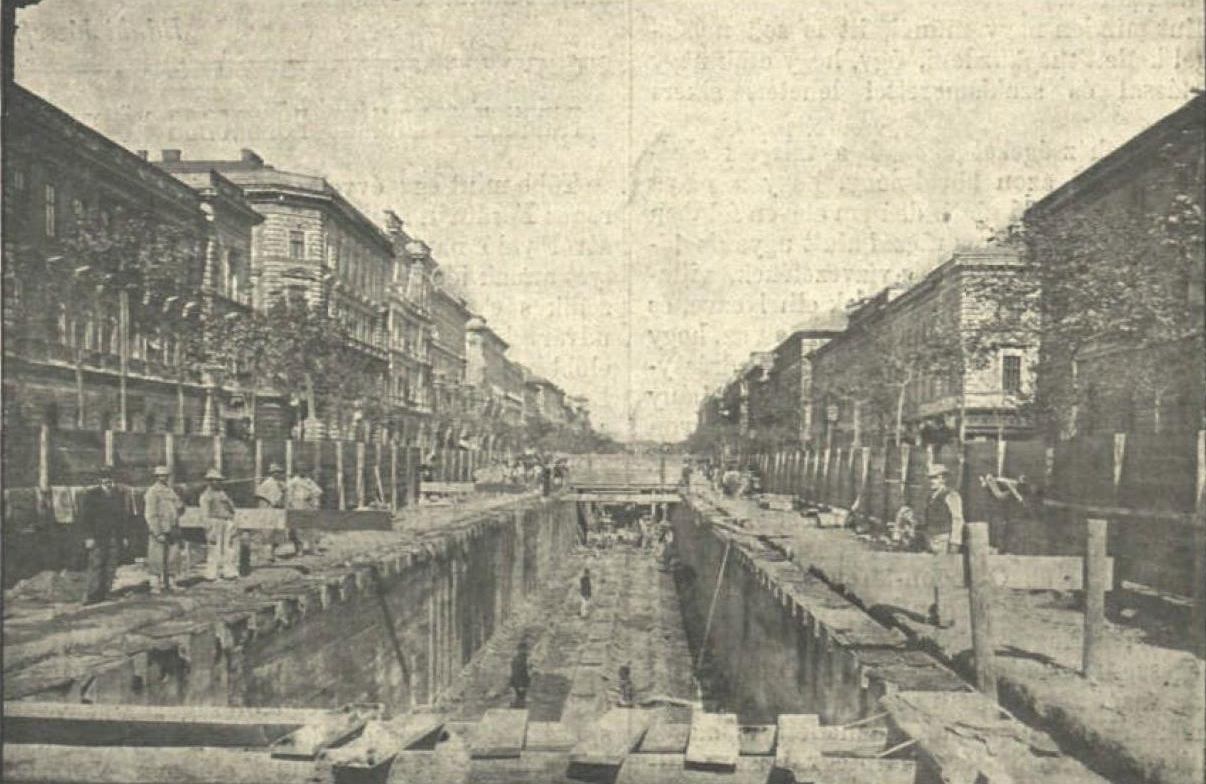
O início da construção do metrô em Budapeste (1894-1896)

A Linha 1 do Metrô de Budapeste (originalmente "Companhia Ferroviária Elétrica Subterrânea Francisco José") é a segunda ferrovia subterrânea mais antiga do mundo (a primeira sendo a Linha Metropolitana do Metrô de Londres e a terceira sendo Glasgow), e a primeira no continente europeu. Foi construído de 1894 a 1896 e inaugurado em 2 de maio de 1896. Em 2002, foi listado como Patrimônio Mundial da UNESCO. A linha M1 tornou-se um marco do IEEE devido às inovações radicalmente novas em sua época: "Entre os elementos inovadores da ferrovia estavam bondes bidirecionais; iluminação elétrica nas estações de metrô e bondes; e uma estrutura de fios aéreos em vez de um sistema de terceiro trilho pelo poder".

### Hidrovias interiores e regulação fluvial
A primeira empresa de transporte a vapor no Danúbio, Donaudampfschiffahrtsgesellschaft (DDSG), foi a maior empresa de navegação interior do mundo até o colapso da Áustria-Hungria.
Em 1900, o engenheiro C. Wagenführer elaborou planos para ligar o Danúbio e o Mar Adriático por um canal de Viena a Trieste. Nasceu do desejo da Áustria-Hungria de ter uma ligação direta ao Mar Adriático, mas nunca foi construído.

#### Baixo Danúbio e os Portões de Ferro
Em 1831 já havia sido elaborado um plano para tornar a passagem navegável, por iniciativa do político húngaro István Széchenyi. Finalmente Gábor Baross, o "Ministro do Ferro" da Hungria, conseguiu financiar este projecto. As rochas do leito do rio e as corredeiras associadas fizeram do vale do desfiladeiro uma passagem infame para a navegação. Em alemão, a passagem ainda é conhecida como Kataraktenstrecke, embora a catarata tenha desaparecido. Perto do actual estreito das "Portas de Ferro", a rocha de Prigrada foi o obstáculo mais importante até 1896: o rio aqui alargou-se consideravelmente e o nível da água foi consequentemente baixo. Rio acima, a rocha Greben perto do desfiladeiro "Kazan" era notória.

#### Rio Tisza
O comprimento do rio Tisza, na Hungria, era de 1,419 km. Fluiu através da Grande Planície Húngara, que é uma das maiores áreas planas da Europa Central. Como as planícies podem fazer com que um rio flua muito lentamente, os Tisza costumavam seguir um caminho com muitas curvas e curvas, o que provocava muitas grandes inundações na área.
Após várias tentativas em pequena escala, István Széchenyi organizou a "regulamentação do Tisza" (húngaro: Tisza szabályozása), que começou em 27 de agosto de 1846 e terminou substancialmente em 1880. O novo comprimento do rio na Hungria era 966 km (1 358 km total), com 589 km de "canais mortos" e 136 km do novo leito do rio. O comprimento resultante do rio protegido contra enchentes compreende 2 940 km (de 4 220 km de todos os rios húngaros protegidos).

### Transporte e portos

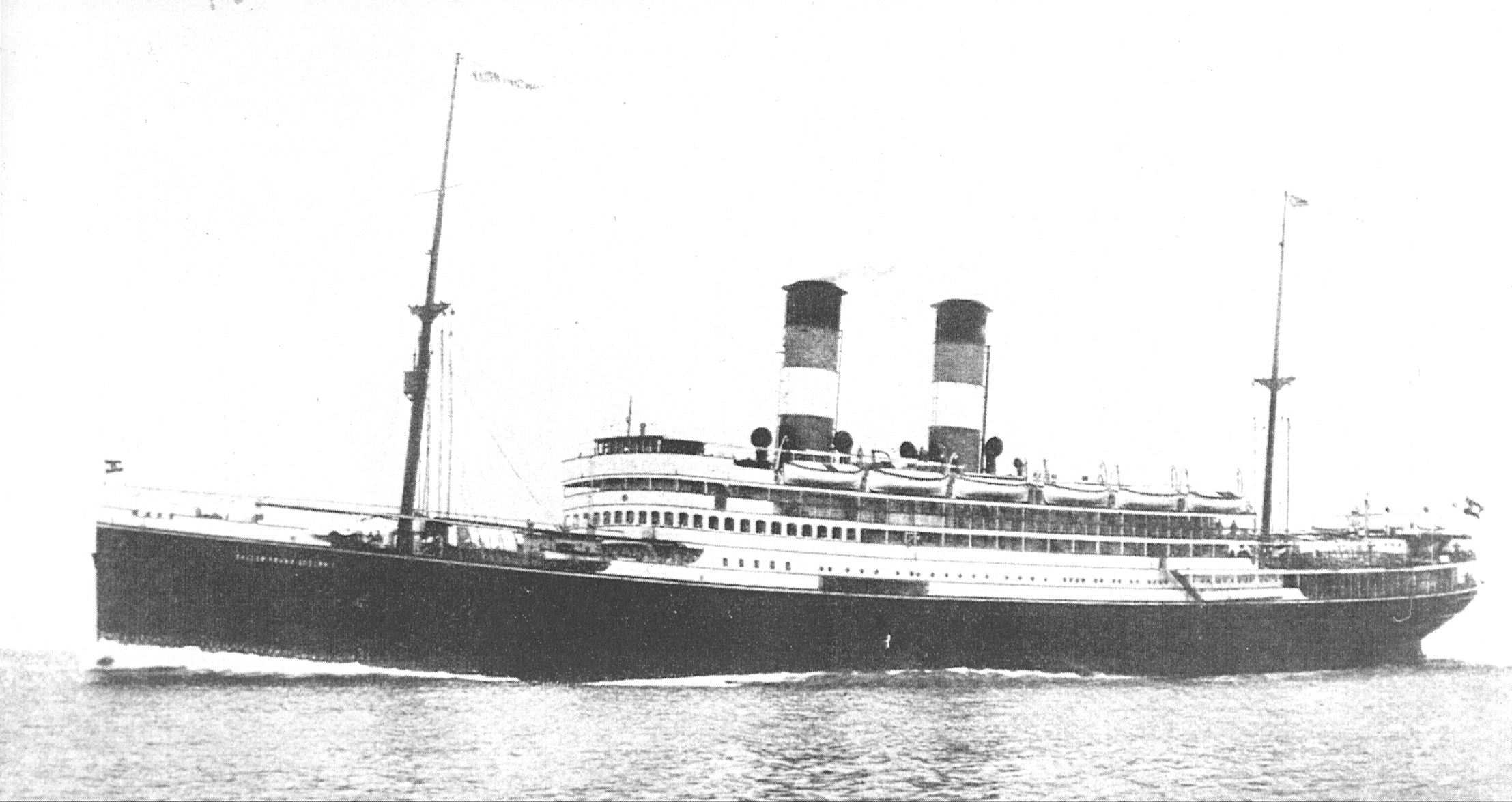
O SS Kaiser Franz Joseph I (12 567 t) da companhia Austro-Americana foi o maior navio de passageiros já construído na Áustria. Devido ao seu controlo sobre a costa de grande parte dos Balcãs, a Áustria-Hungria tinha acesso a vários portos marítimos.

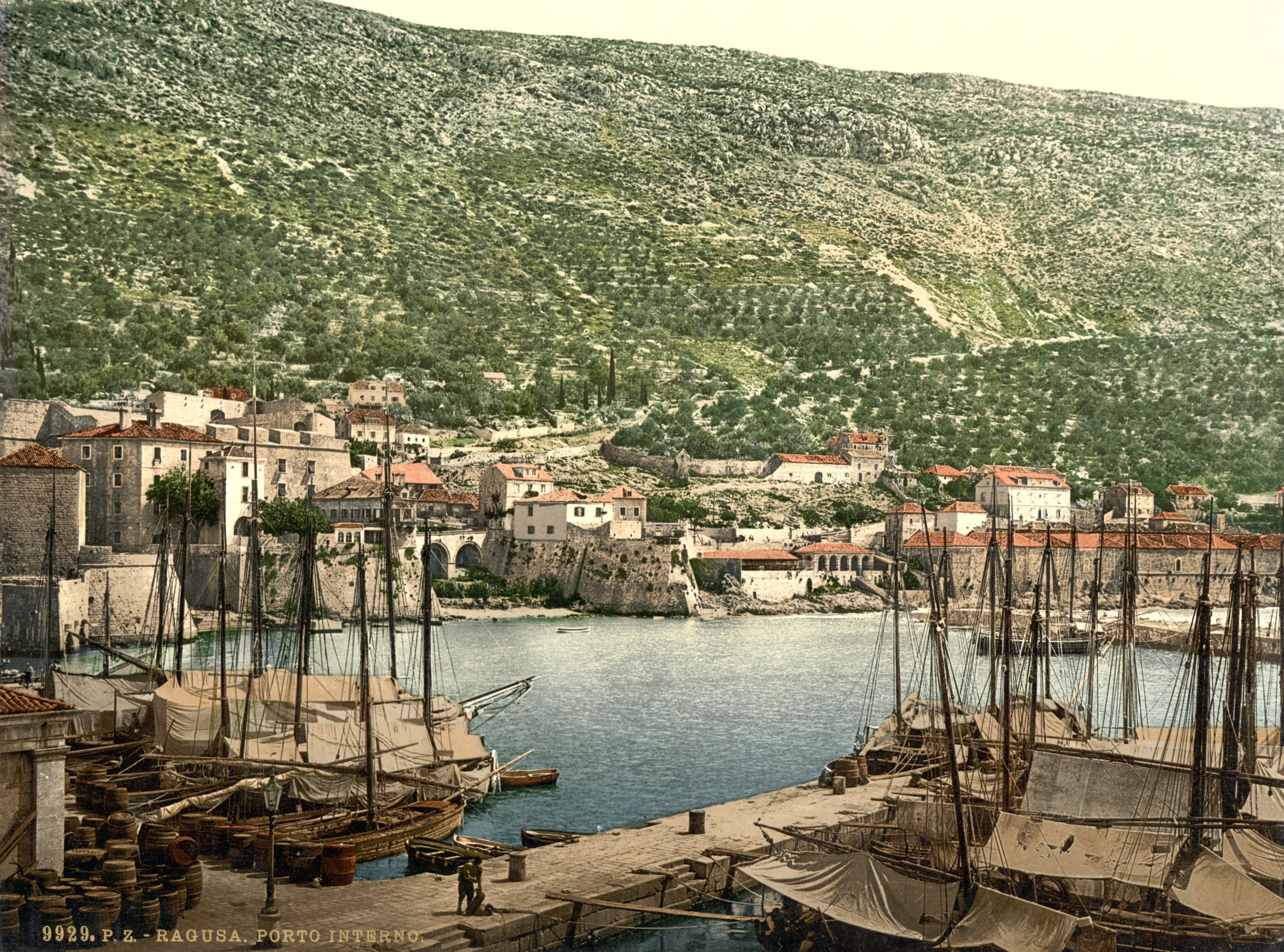
Dubrovnik, Reino da Dalmácia

O porto marítimo mais importante era Trieste (hoje parte da Itália), onde estava baseada a marinha mercante austríaca. Duas grandes companhias marítimas (austríaca Lloyd e Austro-Americana) e vários estaleiros estavam localizados lá. De 1815 a 1866, Veneza fez parte do império dos Habsburgos. A perda de Veneza impulsionou o desenvolvimento da marinha mercante austríaca. Em 1913, a marinha comercial da Áustria compreendia 16 764 navios com uma tonelagem de 471 252 e tripulações de 45 567. Do total (1913), 394 das 422 368 toneladas eram navios a vapor e 16 370 das 48 884 toneladas eram navios à vela. O Lloyd austríaco era uma das maiores empresas de transporte marítimo da época. Antes do início da Primeira Guerra Mundial, a empresa possuía 65 navios a vapor de médio e grande porte. A Austro-Americana possuía um terço deste número, incluindo o maior navio de passageiros austríaco, o SS Kaiser Franz Joseph I. Em comparação com o Lloyd austríaco, o austro-americano concentrou-se em destinos na América do Norte e do Sul. A Marinha Austro-Húngara tornou-se muito mais significativa do que antes, pois a industrialização proporcionou receitas suficientes para desenvolvê-la. Pola (Pula, hoje parte da Croácia) foi especialmente significativa para a marinha.
O porto marítimo mais importante para a parte húngara da monarquia era Fiume (Rijeka, hoje parte da Croácia), onde operavam as companhias marítimas húngaras, como a Adria. A marinha comercial do Reino da Hungria em 1913 compreendia 545 navios de 144 433 toneladas e tripulações de 3 217. Do número total de navios, 134 000 de 142 539 toneladas eram navios a vapor e 411 de 1 894 toneladas eram navios à vela.

## Militares
O Exército Austro-Húngaro estava sob o comando do arquiduque Alberto, duque de Teschen (1817-1895), um burocrata antiquado que se opunha à modernização. O sistema militar da monarquia austro-húngara era semelhante em ambos os estados e baseava-se desde 1868 no princípio da obrigação universal e pessoal do cidadão de portar armas. A sua força militar era composta pelo Exército Comum; os exércitos especiais, nomeadamente o Landwehr austríaco, e o Honvéd húngaro, que eram instituições nacionais separadas, e o Landsturm ou levy-en masse. Como afirmado acima, o exército comum estava sob a administração do Ministro Conjunto da Guerra, enquanto os exércitos especiais estavam sob a administração dos respectivos ministérios da defesa nacional. O contingente anual de recrutas para o exército foi fixado pelos projetos de lei militares votados pelos parlamentos austríaco e húngaro e foi geralmente determinado com base na população, de acordo com os resultados do último censo. Em 1905, totalizava 103 100 homens, dos quais a Áustria forneceu 59 211 homens e a Hungria 43 889. Além disso, 10 000 homens foram atribuídos anualmente ao Landwehr austríaco e 12 500 ao Honved húngaro. O tempo de serviço era de dois anos (três anos na cavalaria) nas cores, sete ou oito na reserva e dois na Landwehr; no caso dos homens não convocados para o exército ativo, o mesmo período total de serviço foi passado em diversas reservas especiais.
O ministro comum da guerra era o chefe da administração de todos os assuntos militares, exceto os do Landwehr austríaco e do Honved húngaro, que estavam comprometidos com os ministérios da defesa nacional dos dois respectivos estados. Mas o comando supremo do exército era nominalmente atribuído ao monarca, que tinha o poder de tomar todas as medidas relativas a todo o exército. Na prática, o sobrinho do imperador, o arquiduque Albrecht, era seu principal conselheiro militar e tomava as decisões políticas.
A Marinha Austro-Húngara era principalmente uma força de defesa costeira e também incluía uma flotilha de monitores para o Danúbio. Foi administrado pelo departamento naval do ministério da guerra.

### 1914–1918: Primeira Guerra Mundial

#### 1878–1914: Congresso de Berlim, instabilidade nos Balcãs e a crise da Bósnia

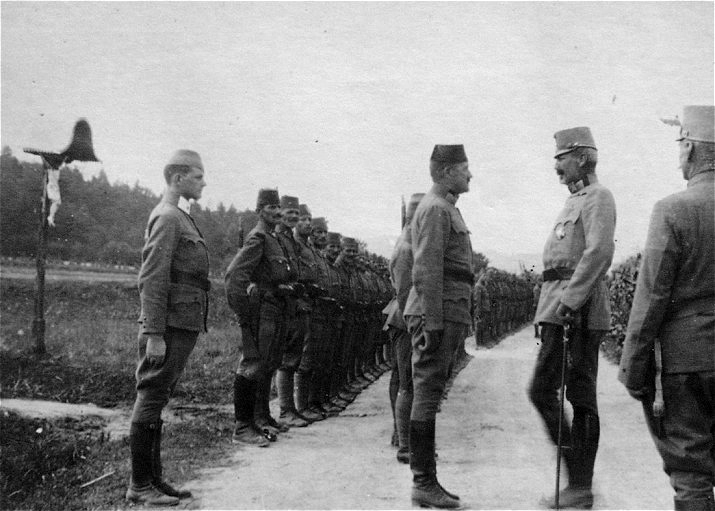
Recrutas da Bósnia-Herzegovina, incluindo bósnios muçulmanos (31%), foram convocados para unidades especiais do Exército Austro-Húngaro já em 1879 e foram elogiados pela sua bravura a serviço do imperador austríaco, recebendo mais medalhas do que qualquer outra unidade. A marcha militar “Die Bosniaken kommen” foi composta em sua homenagem por Eduard Wagnes.

Organizações pan-eslavas russas enviaram ajuda aos rebeldes dos Balcãs e assim pressionaram o governo do czar a declarar guerra ao Império Otomano em 1877, em nome da proteção dos cristãos ortodoxos. Incapaz de mediar entre o Império Otomano e a Rússia sobre o controle da Sérvia, a Áustria-Hungria declarou neutralidade quando o conflito entre as duas potências se transformou em guerra. Com a ajuda da Roménia e da Grécia, a Rússia derrotou os otomanos e com o Tratado de Santo Estêvão tentou criar uma grande Bulgária pró-Rússia.
Este tratado provocou um alvoroço internacional que quase resultou numa guerra geral na Europa. A Áustria-Hungria e a Grã-Bretanha temiam que uma grande Bulgária se tornasse um satélite russo que permitiria ao czar dominar os Balcãs. O primeiro-ministro britânico, Benjamin Disraeli, posicionou navios de guerra contra a Rússia para deter o avanço da influência russa no Mediterrâneo oriental, tão perto da rota britânica através do Canal de Suez.  O Tratado de San Stefano foi visto na Áustria como demasiado favorável para a Rússia e os seus objetivos ortodoxo-eslavos.
O Congresso de Berlim reverteu a vitória russa ao dividir o grande estado búlgaro que a Rússia havia separado do território otomano e ao negar a qualquer parte da Bulgária a independência total dos otomanos. O Congresso de Berlim em 1878 permitiu que a Áustria ocupasse (mas não anexe) a província da Bósnia e Herzegovina, uma área predominantemente eslava. A Áustria ocupou a Bósnia e Herzegovina como forma de ganhar poder nos Balcãs. Sérvia, Montenegro e Roménia tornaram-se totalmente independentes. No entanto, os Balcãs continuaram a ser um local de agitação política, com uma ambição fervilhante de independência e rivalidades entre grandes potências. No Congresso de Berlim, em 1878, Gyula Andrássy (Ministro dos Negócios Estrangeiros) conseguiu forçar a Rússia a recuar em relação a novas exigências nos Balcãs. Como resultado, a Grande Bulgária foi desmembrada e a independência da Sérvia foi garantida. Naquele ano, com o apoio da Grã-Bretanha, a Áustria-Hungria estacionou tropas na Bósnia para impedir que os russos se expandissem para a vizinha Sérvia. Noutra medida para manter os russos fora dos Balcãs, a Áustria-Hungria formou uma aliança, a Entente Mediterrânica, com a Grã-Bretanha e a Itália em 1887 e concluiu pactos de defesa mútua com a Alemanha em 1879 e a Roménia em 1883 contra um possível ataque russo.  Após o Congresso de Berlim, as potências europeias tentaram garantir a estabilidade através de uma série complexa de alianças e tratados.
Preocupada com a instabilidade dos Balcãs e a agressão russa, e para contrariar os interesses franceses na Europa, a Áustria-Hungria forjou uma aliança defensiva com a Alemanha em outubro de 1879 e em maio de 1882. Em outubro de 1882, a Itália aderiu a esta parceria na Tríplice Aliança, em grande parte devido às rivalidades imperiais da Itália com a França. As tensões entre a Rússia e a Áustria-Hungria permaneceram altas, então Bismarck substituiu a Liga dos Três Imperadores pelo Tratado de Resseguro com a Rússia para evitar que os Habsburgos iniciassem de forma imprudente uma guerra pelo pan-eslavismo.  A região de Sandžak-Raška/Novilazar esteve sob ocupação austro-húngara entre 1878 e 1909, quando foi devolvida ao Império Otomano, antes de ser finalmente dividida entre os reinos de Montenegro e da Sérvia.
Na esteira da Grande Crise dos Balcãs, as forças austro-húngaras ocuparam a Bósnia e Herzegovina em agosto de 1878 e a monarquia finalmente anexou a Bósnia e Herzegovina em outubro de 1908 como uma propriedade comum da Cisleitânia e da Transleitânia sob o controle do Ministério das Finanças Imperial e Real, em vez de do que anexá-lo a qualquer governo territorial. A anexação em 1908 levou alguns em Viena a contemplar a fusão da Bósnia e Herzegovina com a Croácia para formar um terceiro componente eslavo da monarquia. As mortes do irmão de Francisco José, Maximiliano (1867), e de seu único filho, Rodolfo, tornaram o sobrinho do imperador, Francisco Ferdinando, herdeiro do trono. Dizia-se que o arquiduque teria sido um defensor deste julgamento como forma de limitar o poder da aristocracia húngara.
Uma proclamação emitida por ocasião da sua anexação à monarquia dos Habsburgos, em outubro de 1908, prometeu a estas terras instituições constitucionais, que deveriam assegurar aos seus habitantes plenos direitos civis e uma participação na gestão dos seus próprios assuntos através de uma assembleia representativa local. No cumprimento desta promessa, uma constituição foi promulgada em 1910.
Os principais intervenientes na crise da Bósnia de 1908-09 foram os ministros dos Negócios Estrangeiros da Áustria e da Rússia, Alois Lexa von Aehrenthal e Alexander Izvolsky. Ambos foram motivados pela ambição política; o primeiro emergiria com sucesso e o último seria destruído pela crise. Ao longo do caminho, arrastariam a Europa para a beira da guerra em 1909. Eles também dividiriam a Europa em dois campos armados que entrariam em guerra em julho de 1914.
Aehrenthal começou com a suposição de que as minorias eslavas nunca poderiam se unir e que a Liga Balcânica nunca causaria qualquer dano à Áustria. Ele recusou uma proposta otomana de uma aliança que incluiria a Áustria, a Turquia e a Roménia. No entanto, as suas políticas alienaram os búlgaros, que se voltaram para a Rússia e a Sérvia. Embora a Áustria não tivesse intenção de embarcar numa expansão adicional para o sul, Aehrenthal encorajou a especulação nesse sentido, esperando que paralisasse os estados dos Balcãs. Em vez disso, incitou-os a uma actividade febril para criar um bloco defensivo para deter a Áustria. Uma série de graves erros de cálculo ao mais alto nível fortaleceu significativamente os inimigos da Áustria. 
Em 1914, os militantes eslavos na Bósnia rejeitaram o plano da Áustria de absorver totalmente a área; eles assassinaram o herdeiro austríaco e precipitaram a Primeira Guerra Mundial.

#### Prelúdio

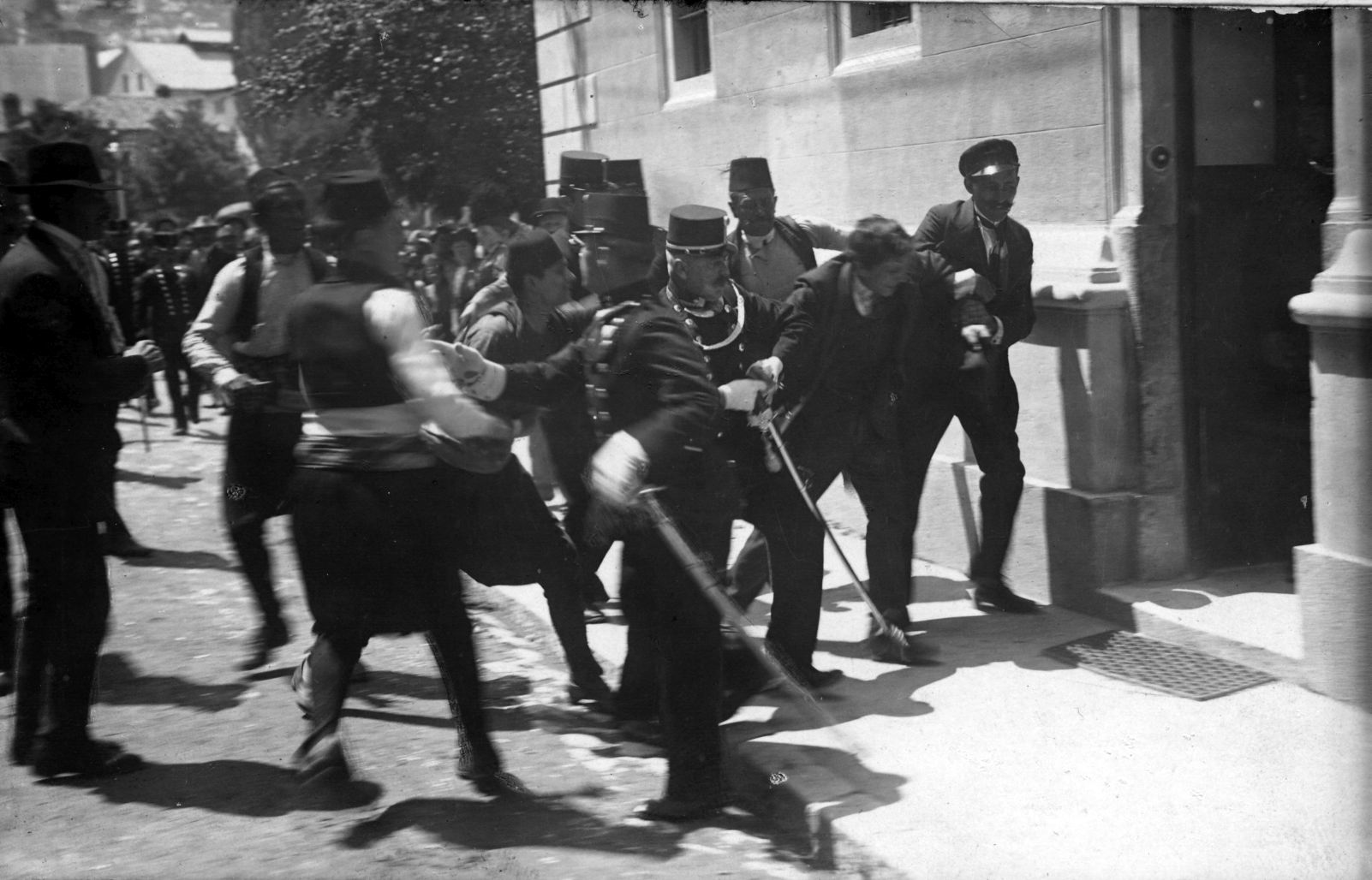
Esta imagem da prisão de um suspeito em Sarajevo é geralmente associada à captura de Gavrilo Princip, embora alguns acreditem que retrata Ferdinand Behr, um espectador.

O assassinato do arquiduque Francisco Ferdinando, em 28 de junho de 1914, na capital da Bósnia, Sarajevo, intensificou excessivamente as hostilidades étnicas tradicionais baseadas na religião existentes na Bósnia. No entanto, na própria Sarajevo, as autoridades austríacas encorajaram a violência contra os residentes sérvios, o que resultou nos motins antissérvios em Sarajevo, nos quais croatas católicos e muçulmanos bósnios mataram dois e danificaram numerosos edifícios de propriedade sérvia. O escritor Ivo Andrić referiu-se à violência como o "frenesi de ódio de Sarajevo". Ações violentas contra a etnia sérvia foram organizadas não apenas em Sarajevo, mas também em muitas outras grandes cidades austro-húngaras na atual Croácia e na Bósnia e Herzegovina. As autoridades austro-húngaras na Bósnia e Herzegovina prenderam e extraditaram aproximadamente 5 500 sérvios proeminentes, dos quais 700 a 2 200 morreram na prisão. Quatrocentos e sessenta sérvios foram condenados à morte e uma milícia especial predominantemente muçulmana conhecida como Schutzkorps foi estabelecida e executou a perseguição aos sérvios.

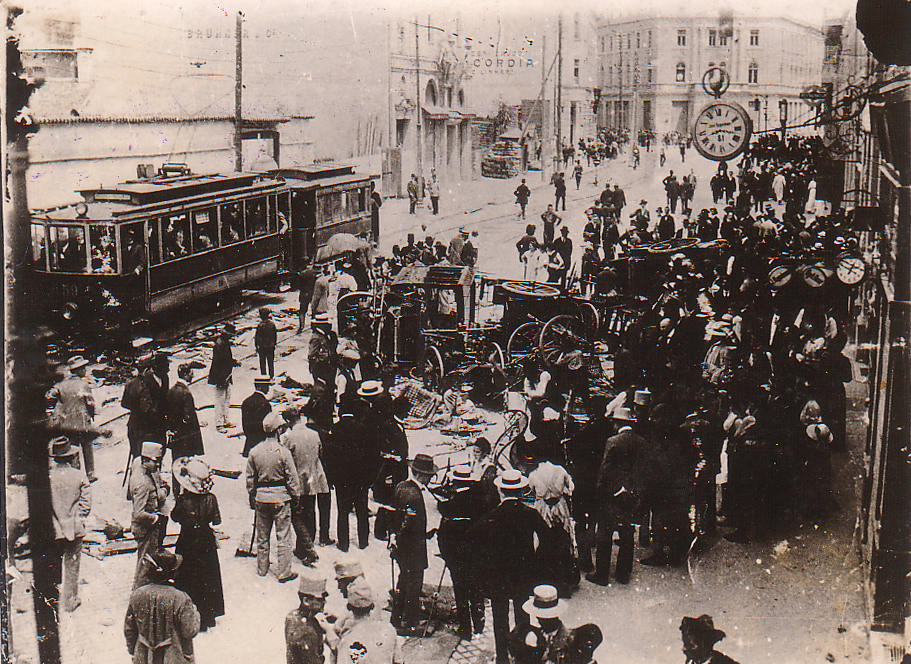
Multidões nas ruas após os motins antissérvios em Sarajevo, 29 de junho de 1914

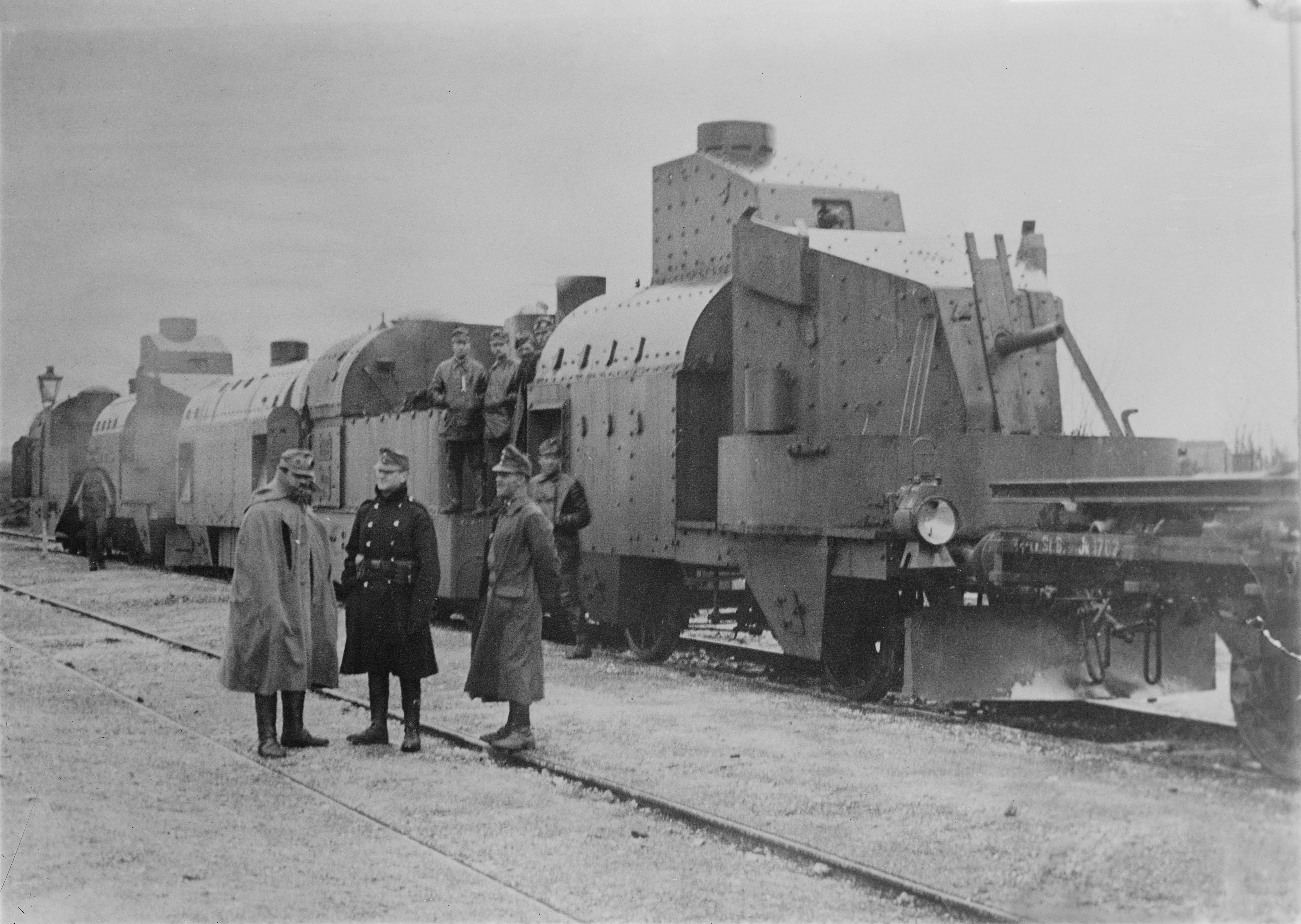
Trem blindado MÁVAG em 1914

Alguns membros do governo, como o ministro das Relações Exteriores, conde Leopold Berchtold, e o comandante do exército, conde Franz Conrad von Hötzendorf, queriam confrontar a nação sérvia ressurgente há alguns anos em uma guerra preventiva, mas o imperador e o primeiro-ministro húngaro István Tisza foram oposição. O Ministério das Relações Exteriores do Império Austro-Húngaro enviou o embaixador László Szőgyény a Potsdam, onde perguntou sobre a posição do imperador alemão Guilherme II em 5 de julho e recebeu uma resposta de apoio.
Sua Majestade autorizou-me a informar [Francisco José] que também neste caso poderíamos contar com o total apoio da Alemanha. Como mencionado, primeiro teve de consultar o Chanceler, mas não tinha a menor dúvida de que Herr von Bethmann Hollweg concordaria plenamente com ele, especialmente no que diz respeito à acção da nossa parte contra a Sérvia. Na sua opinião [de Guilherme], porém, não havia necessidade de esperar pacientemente antes de agir...
Os líderes da Áustria-Hungria decidiram, portanto, confrontar militarmente a Sérvia antes que esta pudesse incitar uma revolta; usando o assassinato como desculpa, apresentaram uma lista de dez exigências chamada Ultimato de Julho, esperando que a Sérvia nunca aceitasse. Quando a Sérvia aceitou nove das dez exigências, mas aceitou apenas parcialmente a restante, a Áustria-Hungria declarou guerra. Francisco José I finalmente seguiu o conselho urgente dos seus principais conselheiros.
Ao longo de julho e agosto de 1914, estes acontecimentos provocaram o início da Primeira Guerra Mundial, à medida que a Rússia se mobilizava em apoio à Sérvia, desencadeando uma série de contra mobilizações. Em apoio ao seu aliado alemão, na quinta-feira, 6 de agosto de 1914, o Imperador Franz Joseph assinou a declaração de guerra à Rússia. A Itália inicialmente permaneceu neutra, apesar da sua aliança com a Áustria-Hungria. Em 1915, passou para o lado das potências da Entente, na esperança de ganhar território ao seu antigo aliado.

#### Política externa em tempo de guerra

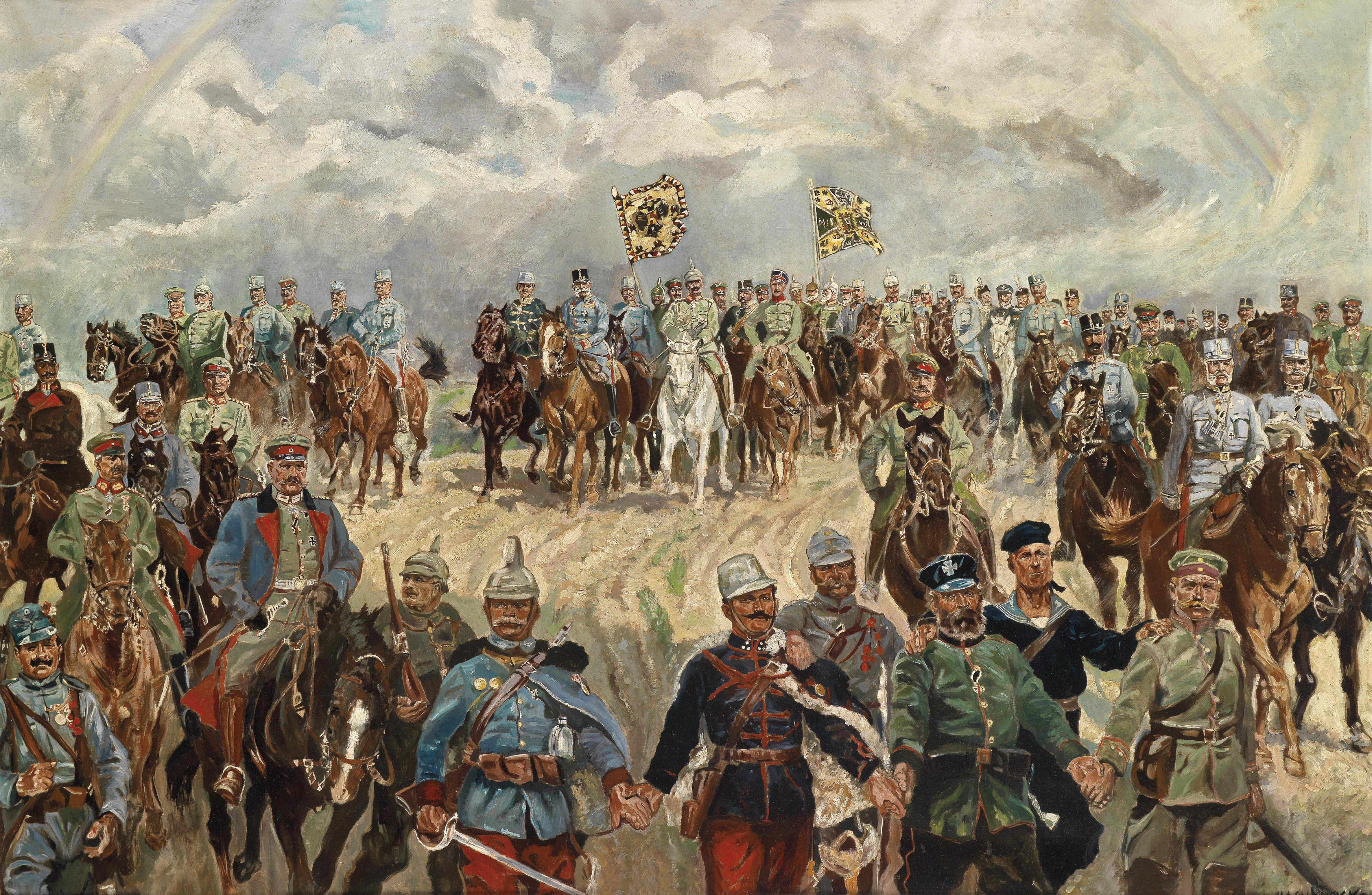
Francisco José I e Guilherme II com comandantes militares durante a Primeira Guerra Mundial

O Império Austro-Húngaro desempenhou um papel diplomático relativamente passivo na guerra, visto que foi cada vez mais dominado e controlado pela Alemanha. O único objectivo era punir a Sérvia e tentar impedir a dissolução étnica do Império, mas fracassou completamente. A partir do final de 1916, o novo imperador Carlos removeu os funcionários pró-alemães e abriu aberturas de paz aos Aliados, através dos quais toda a guerra poderia ser encerrada através de um compromisso, ou talvez a Áustria fizesse uma paz separada da Alemanha. O esforço principal foi vetado pela Itália, a quem haviam sido prometidas grandes fatias da Áustria para se juntar aos Aliados em 1915. A Áustria só estava disposta a entregar a região do Trentino, mas nada mais. Karl era visto como um derrotista, o que enfraqueceu a sua posição em casa e junto dos Aliados e da Alemanha.

#### Teatros de operações
O Império Austro-Húngaro recrutou 7,8 milhões de soldados durante a Primeira Guerra Mundial. O General von Hötzendorf era o Chefe do Estado-Maior Austro-Húngaro. Franz Joseph I, que era velho demais para comandar o exército, nomeou o arquiduque Friedrich von Österreich-Teschen como Comandante Supremo do Exército (Armeeoberkommandant), mas pediu-lhe que desse liberdade a Von Hötzendorf para tomar quaisquer decisões. Von Hötzendorf permaneceu no comando efetivo das forças militares até que o próprio imperador Carlos I assumiu o comando supremo no final de 1916 e demitiu Conrad von Hötzendorf em 1917. Entretanto, as condições económicas internas deterioraram-se rapidamente. O Império dependia da agricultura, e a agricultura dependia do trabalho pesado de milhões de homens que agora estavam no Exército. A produção de alimentos caiu, o sistema de transporte ficou superlotado e a produção industrial não conseguiu lidar com sucesso com a enorme necessidade de munições. A Alemanha prestou muita ajuda, mas não foi suficiente. Além disso, a instabilidade política dos múltiplos grupos étnicos do Império destruiu agora qualquer esperança de consenso nacional em apoio à guerra. Cada vez mais havia uma exigência de desmembramento do Império e de criação de estados nacionais autónomos baseados em culturas históricas baseadas em línguas. O novo Imperador procurou termos de paz junto dos Aliados, mas as suas iniciativas foram vetadas pela Itália.

#### Frente Inicial
O Império fortemente rural tinha uma pequena base industrial, mas a sua principal contribuição era a mão-de-obra e os alimentos. No entanto, a Áustria-Hungria era mais urbanizada (25%) do que os seus verdadeiros oponentes na Primeira Guerra Mundial, como o Império Russo (13,4%), Sérvia (13,2%) ou Romênia (18,8%). Além disso, o Império Austro-Húngaro também tinha uma economia mais industrializada e um PIB per capita mais elevado do que o Reino da Itália, que era economicamente o adversário real mais desenvolvido do Império.
No front doméstico, os alimentos foram ficando cada vez mais escassos, assim como o combustível para aquecimento. A Hungria, com a sua forte base agrícola, estava um pouco melhor alimentada. O Exército conquistou áreas agrícolas produtivas na Roménia e noutros locais, mas recusou permitir o envio de alimentos para civis no seu país de origem. O moral caía todos os anos e as diversas nacionalidades desistiram do Império e procuraram formas de estabelecer os seus próprios Estados-nação.
A inflação disparou, de um índice de 129 em 1914 para 1.589 em 1918, destruindo as poupanças em dinheiro da classe média. Em termos de danos causados pela guerra à economia, a guerra consumiu cerca de 20 por cento do PIB. Os soldados mortos representavam cerca de quatro por cento da força de trabalho de 1914, e os feridos, outros seis por cento. Em comparação com todos os principais países da guerra, a taxa de mortes e baixas foi quase elevada em relação ao atual território da Áustria.
No verão de 1918, os “Quadros Verdes” de desertores do exército formaram bandos armados nas colinas da Croácia-Eslavônia e a autoridade civil se desintegrou. No final de outubro, eclodiram a violência e os saques massivos e houve esforços para formar repúblicas camponesas. No entanto, a liderança política croata concentrou-se na criação de um novo estado (Iugoslávia) e trabalhou com o avanço do exército sérvio para impor o controlo e acabar com as revoltas.

##### Frente Sérvia 1914-1916
No início da guerra, o exército foi dividido em dois: a parte menor atacou a Sérvia enquanto a parte maior lutou contra o formidável Exército Imperial Russo. A invasão da Sérvia em 1914 foi um desastre: no final do ano, o Exército Austro-Húngaro não tinha tomado nenhum território, mas tinha perdido 227 mil de uma força total de 450 mil homens. No entanto, no outono de 1915, o Exército Sérvio foi derrotado pelas Potências Centrais, o que levou à ocupação da Sérvia. Perto do final de 1915, numa operação de resgate massiva envolvendo mais de 1 000 viagens feitas por navios a vapor italianos, franceses e britânicos, 260 000 soldados sérvios sobreviventes foram transportados para Brindisi e Corfu, onde esperaram pela oportunidade da vitória das Potências Aliadas para recuperarem o poder. O país deles. Corfu acolheu o governo sérvio no exílio após o colapso da Sérvia e serviu como base de abastecimento para a frente grega. Em abril de 1916, um grande número de tropas sérvias foi transportado em navios da marinha britânica e francesa de Corfu para a Grécia continental. O contingente de mais de 120 000 homens substituiu um exército muito menor na frente macedônia e lutou ao lado das tropas britânicas e francesas.

##### Frente Russa 1914-1917

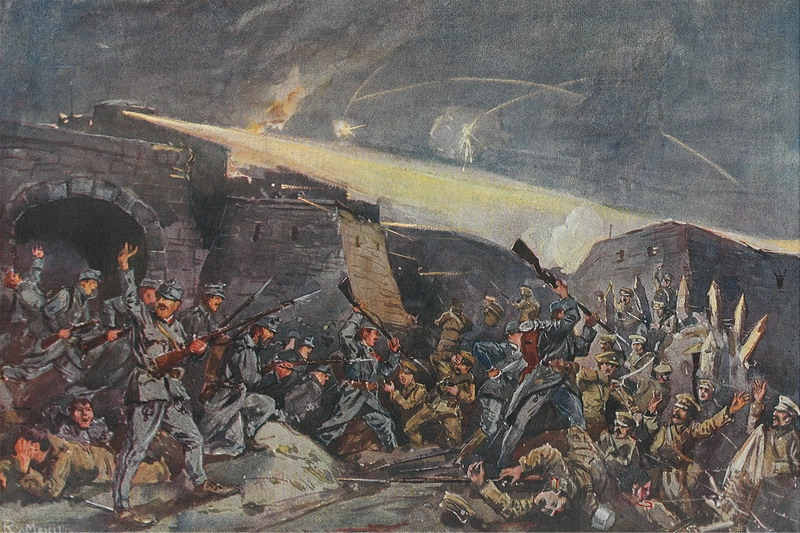
Cerco de Przemyśl em 1915

Na Frente Oriental, a guerra começou igualmente mal. O governo aceitou a proposta polaca de estabelecer o Comitê Nacional Supremo como a autoridade central polaca dentro do Império, responsável pela formação das Legiões Polacas, uma formação militar auxiliar dentro do exército austro-húngaro. O Exército Austro-Húngaro foi derrotado na Batalha de Lemberg e a grande cidade-fortaleza de Przemyśl foi sitiada e caiu em março de 1915. A Ofensiva Gorlice-Tarnów começou como uma pequena ofensiva alemã para aliviar a pressão da superioridade numérica russa sobre os austro-húngaros, mas a cooperação das Potências Centrais resultou em enormes perdas russas e no colapso total das linhas russas e dos seus 100 kilometres (62 mi) um longo retiro para a Rússia. O Terceiro Exército Russo morreu. No verão de 1915, o Exército Austro-Húngaro, sob um comando unificado com os alemães, participou da bem-sucedida Ofensiva Gorlice-Tarnów. A partir de junho de 1916, os russos concentraram os seus ataques no exército austro-húngaro na Ofensiva Brusilov, reconhecendo a inferioridade numérica do exército austro-húngaro. No final de setembro de 1916, a Áustria-Hungria mobilizou e concentrou novas divisões, e o bem-sucedido avanço russo foi interrompido e lentamente repelido; mas os exércitos austríacos sofreram pesadas perdas (cerca de 1 milhão de homens) e nunca se recuperou. No entanto, as enormes perdas em homens e materiais infligidas aos russos durante a ofensiva contribuíram grandemente para as revoluções de 1917, e causaram uma crise económica no Império Russo.
A Lei de 5 de novembro de 1916 foi então proclamada aos poloneses conjuntamente pelos imperadores Guilherme II da Alemanha e Francisco José da Áustria-Hungria. Este ato prometia a criação do Reino da Polônia fora do território da Polônia do Congresso, concebido pelos seus autores como um estado-fantoche controlado pelos Poderes Centrais, com a autoridade nominal investida no Conselho de Regência. A origem desse documento foi a extrema necessidade de recrutar novos recrutas da Polónia ocupada pelos alemães para a guerra com a Rússia. Após o Armistício de 11 de novembro de 1918, que pôs fim à Primeira Guerra Mundial, apesar da anterior dependência total inicial do reino dos seus patrocinadores, acabou por servir contra as suas intenções como a pedra angular do proto-estado da nascente Segunda República Polaca, esta última composta também de territórios nunca pretendidos pelas Potências Centrais a serem cedidos à Polônia.
A Batalha de Zborov (1917) foi a primeira ação significativa das Legiões Checoslovacas, que lutaram pela independência da Checoslováquia contra o exército Austro-Húngaro.

##### Frente Italiana 1915-1918

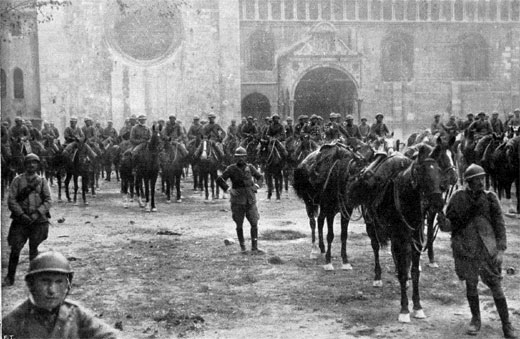
Tropas italianas em Trento em 3 de novembro de 1918, após a Batalha de Vittorio Veneto. A vitória da Itália marcou o fim da guerra na Frente Italiana e garantiu a dissolução da Áustria-Hungria.

Em maio de 1915, a Itália atacou a Áustria-Hungria. A Itália foi o único oponente militar da Áustria-Hungria que tinha um grau semelhante de industrialização e nível económico; além disso, seu exército era numeroso (≈1 000 000 de homens foram imediatamente colocados em campo), mas sofria de liderança, treinamento e organização deficientes. O Chefe do Estado-Maior Luigi Cadorna marchou com seu exército em direção ao rio Isonzo, na esperança de tomar Ljubljana e, eventualmente, ameaçar Viena. No entanto, o Exército Real Italiano foi detido no rio, onde ocorreram quatro batalhas durante cinco meses (23 de junho - 2 de dezembro de 1915). A luta foi extremamente sangrenta e exaustiva para ambos os contendores.
Em 15 de maio de 1916, o Chefe do Estado-Maior austríaco Conrad von Hötzendorf lançou a Strafexpedition ("expedição punitiva"): os austríacos romperam a frente adversária e ocuparam o planalto de Asiago. Os italianos conseguiram resistir e numa contraofensiva tomaram Gorizia no dia 9 de agosto. Mesmo assim, tiveram que parar no Carso, a poucos quilómetros da fronteira. Neste ponto, seguiram-se vários meses de guerra de trincheiras indecisa (análoga à Frente Ocidental). À medida que o Império Russo entrou em colapso como resultado da Revolução Bolchevique e os russos encerraram seu envolvimento na guerra, os alemães e os austríacos foram capazes de mover nas frentes ocidental e sul grande parte da mão de obra dos antigos combates orientais.
Em 24 de outubro de 1917, os austríacos (agora com apoio alemão decisivo) atacaram Caporetto usando novas táticas de infiltração; embora tenham avançado mais de 100 km em direção a Veneza e obtiveram suprimentos consideráveis, foram detidos e não puderam cruzar o rio Piave. A Itália, embora sofrendo enormes baixas, recuperou-se do golpe e formou-se um governo de coligação sob Vittorio Emanuele Orlando. A Itália também contou com o apoio das potências da Entente: em 1918, grandes quantidades de materiais de guerra e algumas divisões auxiliares americanas, britânicas e francesas chegaram à zona de batalha italiana. Cadorna foi substituído pelo General Armando Diaz; sob seu comando, os italianos retomaram a iniciativa e venceram a decisiva Batalha do rio Piave (15 a 23 de junho de 1918), na qual cerca de 60 000 soldados austríacos e 43 000 soldados italianos foram mortos. A batalha final em Vittorio Veneto foi perdida em 31 de outubro de 1918 e o armistício foi assinado em Villa Giusti em 3 de novembro.

##### Frente Romena 1916-1917

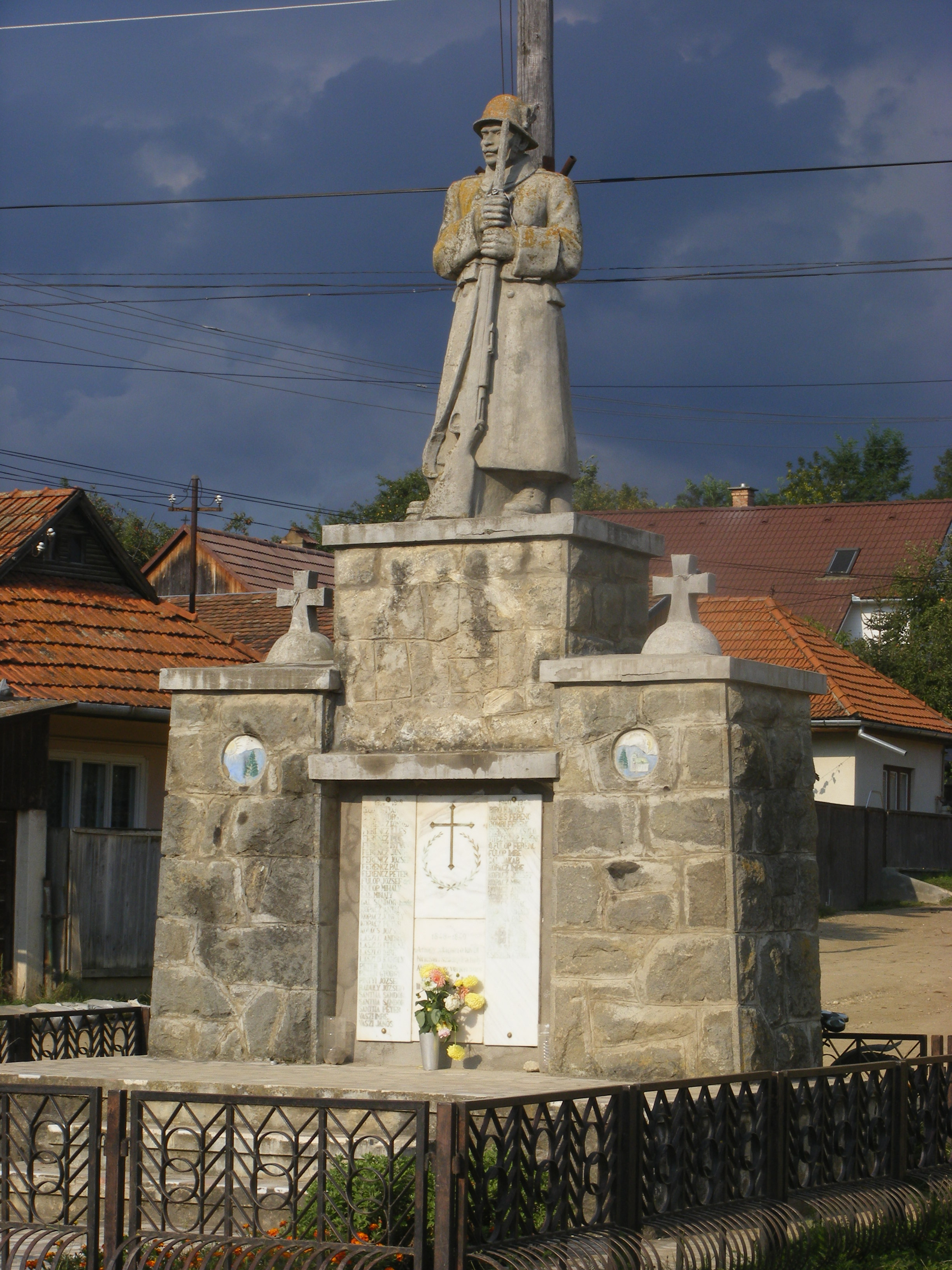
Memorial de guerra em Păuleni-Ciuc, Romênia

Em 27 de agosto de 1916, a Romênia declarou guerra contra a Áustria-Hungria. O exército romeno cruzou as fronteiras da Hungria Oriental (Transilvânia) e, apesar dos sucessos iniciais, em novembro de 1916, as Potências Centrais formadas pelos exércitos austro-húngaro, alemão, búlgaro e otomano derrotaram os exércitos romeno e russo da Entente. Potências, e ocupou a parte sul da Roménia (incluindo Oltênia, Muntênia e Dobruja). Três meses depois da guerra, as Potências Centrais chegaram perto de Bucareste, a capital romena. Em 6 de dezembro, as Potências Centrais capturaram Bucareste, e parte da população mudou-se para o território romeno desocupado, na Moldávia, juntamente com o governo romeno, a corte real e as autoridades públicas, que se mudaram para Iaşi. Em 1917, após várias vitórias defensivas (conseguindo travar o avanço germano-austro-húngaro), com a retirada da Rússia da guerra na sequência da Revolução de Outubro, a Romênia foi forçada a abandonar a guerra.

#### Papel da Hungria
Embora o Reino da Hungria compreendesse apenas 42% da população da Áustria-Hungria, a pequena maioria – mais de 3,8 milhões de soldados – das forças armadas austro-húngaras foram recrutados do Reino da Hungria durante a Primeira Guerra Mundial. Aproximadamente 600 000 soldados foram mortos em combate e 700 000 soldados ficaram feridos na guerra.
A Áustria-Hungria resistiu durante anos, enquanto a metade húngara fornecia suprimentos suficientes para os militares continuarem a travar a guerra.  Isto foi demonstrado numa transição de poder após a qual o primeiro-ministro húngaro, o conde István Tisza, e o ministro dos Negócios Estrangeiros, o conde István Burián, tiveram influência decisiva sobre os assuntos internos e externos da monarquia. No final de 1916, o fornecimento de alimentos da Hungria tornou-se intermitente e o governo procurou um armistício com as potências da Entente. No entanto, isto falhou porque a Grã-Bretanha e a França já não tinham qualquer consideração pela integridade da monarquia devido ao apoio austro-húngaro à Alemanha.

#### Análise da derrota
Os reveses sofridos pelo exército austríaco em 1914 e 1915 podem ser atribuídos, em grande medida, à incompetência do alto comando austríaco. Depois de atacar a Sérvia, as suas forças logo tiveram de ser retiradas para proteger a sua fronteira oriental contra a invasão da Rússia, enquanto as unidades alemãs estavam envolvidas em combates na Frente Ocidental. Isto resultou numa perda de homens maior do que o esperado na invasão da Sérvia. Além disso, tornou-se evidente que o alto comando austríaco não tinha planos para uma possível guerra continental e que o exército e a marinha também estavam mal equipados para lidar com tal conflito.
Nos últimos dois anos da guerra, as forças armadas austro-húngaras perderam toda a capacidade de agir independentemente da Alemanha. A partir de 7 de setembro de 1916, o imperador alemão recebeu o controle total de todas as forças armadas das Potências Centrais e a Áustria-Hungria tornou-se efetivamente um satélite da Alemanha. Os austríacos viam o exército alemão de forma favorável, por outro lado, em 1916, a crença geral na Alemanha era que a Alemanha, na sua aliança com a Áustria-Hungria, estava "algemada a um cadáver". A capacidade operacional do exército austro-húngaro foi seriamente afectada pela escassez de abastecimento, pelo baixo moral e pela elevada taxa de baixas, e pela composição do exército de múltiplas etnias com diferentes línguas e costumes.

### 1918: Fim, desintegração e dissolução

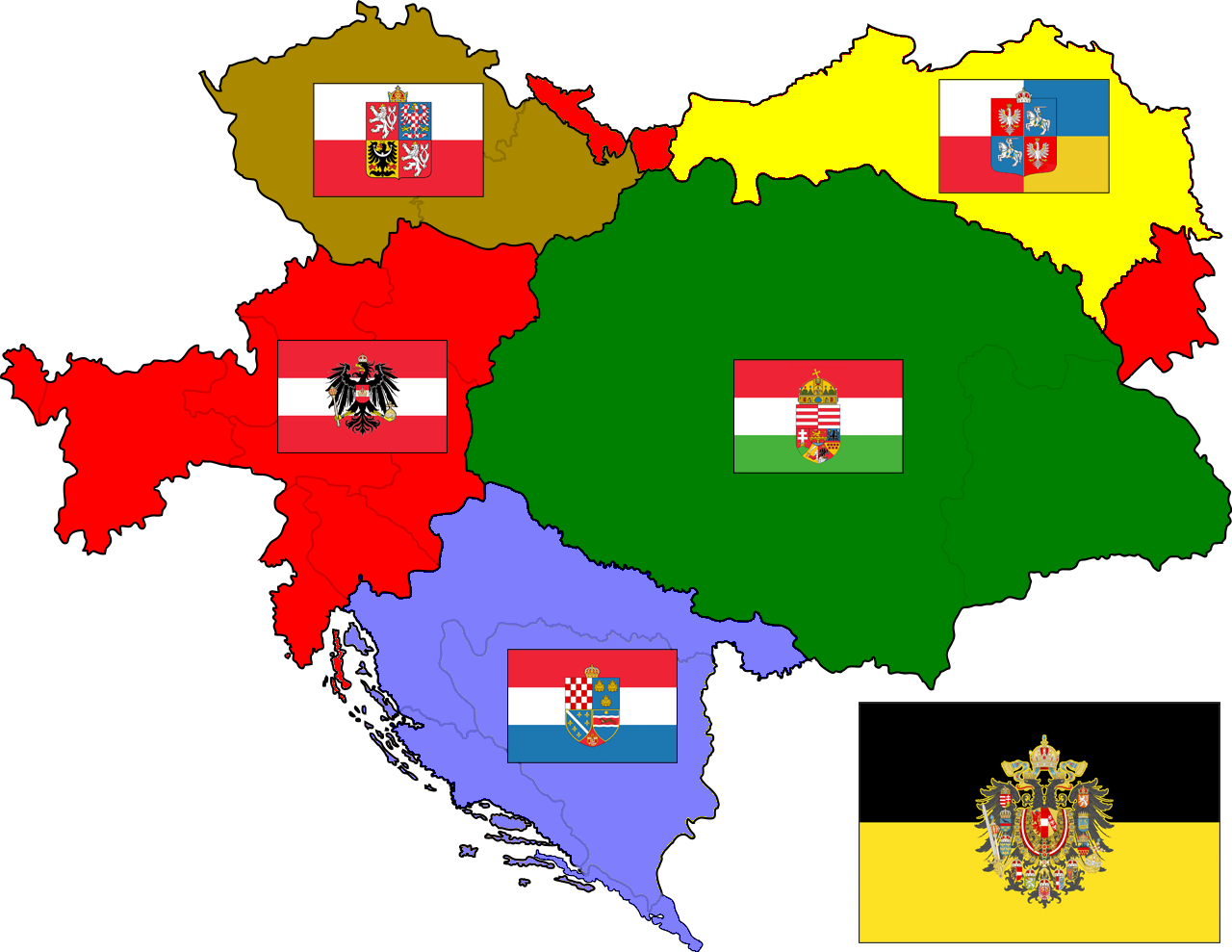
Carlos I da Áustria imaginou o Império Habsburgo como sendo composto por cinco Reinos, numa última tentativa desesperada de salvar a Monarquia.

Em 1918, a situação econômica deteriorou-se e o fracasso governamental na frente interna pôs fim ao apoio popular à guerra. A monarquia austro-húngara entrou em colapso com uma velocidade dramática no outono de 1918. Os movimentos políticos de esquerda e pacifistas organizaram greves nas fábricas e as revoltas no exército tornaram-se comuns. À medida que a guerra avançava, a unidade étnica declinou; os Aliados encorajaram exigências separatistas das minorias e o Império enfrentou a desintegração. Com a aparente vitória dos Aliados a aproximar-se, os movimentos nacionalistas aproveitaram o ressentimento étnico para minar a unidade social. O colapso militar da frente italiana marcou o início da rebelião para as numerosas etnias que constituíam o Império multiétnico, uma vez que se recusaram a continuar a lutar por uma causa que agora parecia sem sentido. O Imperador perdeu muito do seu poder de governar, à medida que o seu reino se desintegrou.
Em 14 de outubro de 1918, o Ministro das Relações Exteriores, Barão István Burián von Rajecz pediu um armistício baseado nos Quatorze Pontos do Presidente Woodrow Wilson e dois dias depois, o Imperador Carlos I emitiu uma proclamação ("Manifesto Imperial de 16 de outubro de 1918") alterando o império em uma união federal para dar descentralização e representação aos grupos étnicos. Contudo, em 18 de outubro, o Secretário de Estado dos Estados Unidos, Robert Lansing, respondeu que a autonomia das nacionalidades – o décimo dos Quatorze Pontos – já não era suficiente. Na verdade, um governo provisório da Tchecoslováquia juntou-se aos Aliados em 14 de outubro. Os eslavos do sul em ambas as metades da monarquia já tinham declarado a favor da união com a Sérvia num grande estado eslavo do sul na Declaração de Corfu de 1917, assinada por membros do Comitê Iugoslavo. Os croatas começaram a desconsiderar as ordens de Budapeste no início de outubro. A resposta de Lansing foi, na verdade, a certidão de óbito da Áustria-Hungria.
Durante as batalhas italianas, os checoslovacos e os eslavos do sul declararam a sua independência. Com a derrota na guerra iminente após a ofensiva italiana na Batalha de Vittorio Veneto em 24 de outubro, os políticos checos assumiram pacificamente o comando em Praga em 28 de outubro (mais tarde declarada o nascimento da Tchecoslováquia) e seguiram em outras grandes cidades nos próximos dias. Em 30 de Outubro, os eslovacos fizeram o mesmo. Em 29 de outubro, os eslavos em ambas as porções do que restava da Áustria-Hungria proclamaram o Estado dos Eslovenos, Croatas e Sérvios e declararam que a sua intenção final era unir-se à Sérvia e Montenegro num grande estado eslavo do sul. No mesmo dia, os checos e os eslovacos proclamaram formalmente o estabelecimento da Tchecoslováquia como um estado independente.
Em 17 de outubro de 1918, o Parlamento húngaro votou a favor do fim da união com a Áustria. O oponente mais proeminente da continuação da união com a Áustria, o conde Mihály Károlyi, tomou o poder na Revolução dos Crisântemos em 31 de outubro. Carlos foi praticamente forçado a nomear Károlyi como seu primeiro-ministro húngaro. Um dos primeiros actos de Károlyi foi repudiar formalmente o acordo de compromisso em 31 de outubro, encerrando efectivamente a união pessoal com a Áustria e dissolvendo assim oficialmente o Estado Austro-Húngaro.
No final de outubro, não restava nada do reino dos Habsburgos, a não ser as províncias do Danúbio e dos Alpes, de maioria alemã, e a autoridade de Carlos estava sendo desafiada até mesmo ali pelo conselho de estado germano-austríaco. O último primeiro-ministro austríaco de Karl, Heinrich Lammasch, concluiu que a posição de Karl era insustentável. Lammasch convenceu Karl de que o melhor caminho seria renunciar, pelo menos temporariamente, ao seu direito de exercer autoridade soberana. Em 11 de novembro, Karl emitiu uma proclamação cuidadosamente redigida na qual reconhecia o direito do povo austríaco de determinar a forma do Estado e "renunciar a qualquer participação" nos assuntos de Estado austríacos. No dia seguinte ao anúncio de sua retirada da política austríaca, o Conselho Nacional Alemão-Austríaco proclamou a República da Áustria Alemã. Károlyi fez o mesmo em 16 de novembro, proclamando a República Democrática Húngara.

## Estados sucessores

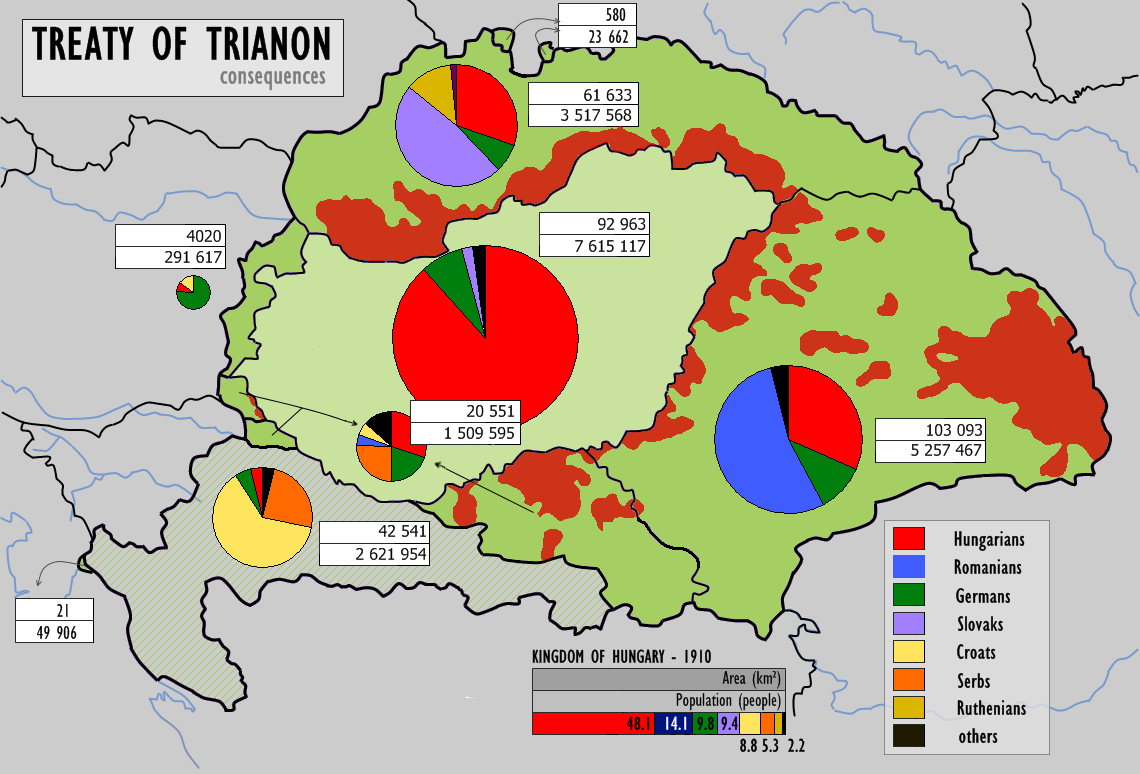
O Tratado de Trianon: O Reino da Hungria perdeu 72% de suas terras e 3,3 milhões de pessoas de etnia húngara.

Houve dois estados sucessores legais da antiga monarquia austro-húngara:
- Áustria Alemã (que se tornou a República da Áustria)
- República Democrática Húngara (que depois de alguns outros intermediários de curta duração tornou-se o Reino da Hungria)

Os Tratados de Saint-Germain-en-Laye de 1919 (entre os vencedores da Primeira Guerra Mundial e a Áustria) e Trianon (entre os vencedores e a Hungria) regulamentaram as novas fronteiras da Áustria e da Hungria, reduzindo-as a estados de pequena dimensão e sem litoral. No que diz respeito a áreas sem uma maioria nacional decisiva, as potências da Entente decidiram, em muitos casos, a favor dos Estados-nação independentes recentemente emancipados, permitindo-lhes reivindicar vastos territórios contendo populações consideráveis de língua alemã e húngara. A República da Áustria perdeu cerca de 60% do território do antigo Império Austríaco. Também teve de abandonar os seus planos de união com a Alemanha, uma vez que não foi autorizado a unir-se à Alemanha sem a aprovação da Liga. A Hungria, no entanto, foi severamente perturbada pela perda de 72% do seu território, 64% da sua população e da maior parte dos seus recursos naturais. A República Democrática Húngara teve vida curta e foi temporariamente substituída pela comunista República Soviética Húngara. As tropas romenas expulsaram Béla Kun e seu governo comunista durante a Guerra Húngaro-Romena de 1919.
No verão de 1919, um Habsburgo, o arquiduque José Augusto, tornou-se regente, mas foi forçado a renunciar depois de apenas duas semanas, quando se tornou evidente que os Aliados não o reconheceriam. Finalmente, em março de 1920, os poderes reais foram confiados a um regente, Miklós Horthy, que tinha sido o último almirante comandante da Marinha Austro-Húngara e ajudara a organizar as forças contra-revolucionárias. Foi este governo que assinou o Tratado de Trianon sob protesto em 4 de junho de 1920 no Palácio Grand Trianon em Versalhes, França. O restaurado Reino da Hungria perdeu cerca de 72% do território pré-guerra do Reino da Hungria.

### Banimento dos Habsburgos
A Áustria aprovou a "Lei dos Habsburgos", que destronou os Habsburgos e baniu todos os Habsburgos do território austríaco. Embora Carlos tenha sido proibido de retornar à Áustria novamente, outros Habsburgos poderiam retornar se desistissem de todas as reivindicações ao trono extinto. Em março e novamente em outubro de 1921, as tentativas mal preparadas de Carlos para recuperar o trono em Budapeste fracassaram. O inicialmente vacilante Horthy, após receber ameaças de intervenção das Potências Aliadas e da Pequena Entente, recusou a sua cooperação. Pouco depois, o governo húngaro anulou a Sanção Pragmática, destronando efectivamente os Habsburgos. Posteriormente, os britânicos assumiram a custódia de Carlos e removeram-no e à sua família para a ilha portuguesa da Madeira, onde morreu no ano seguinte.

## Legado territorial

### Imediatamente após a Primeira Guerra Mundial

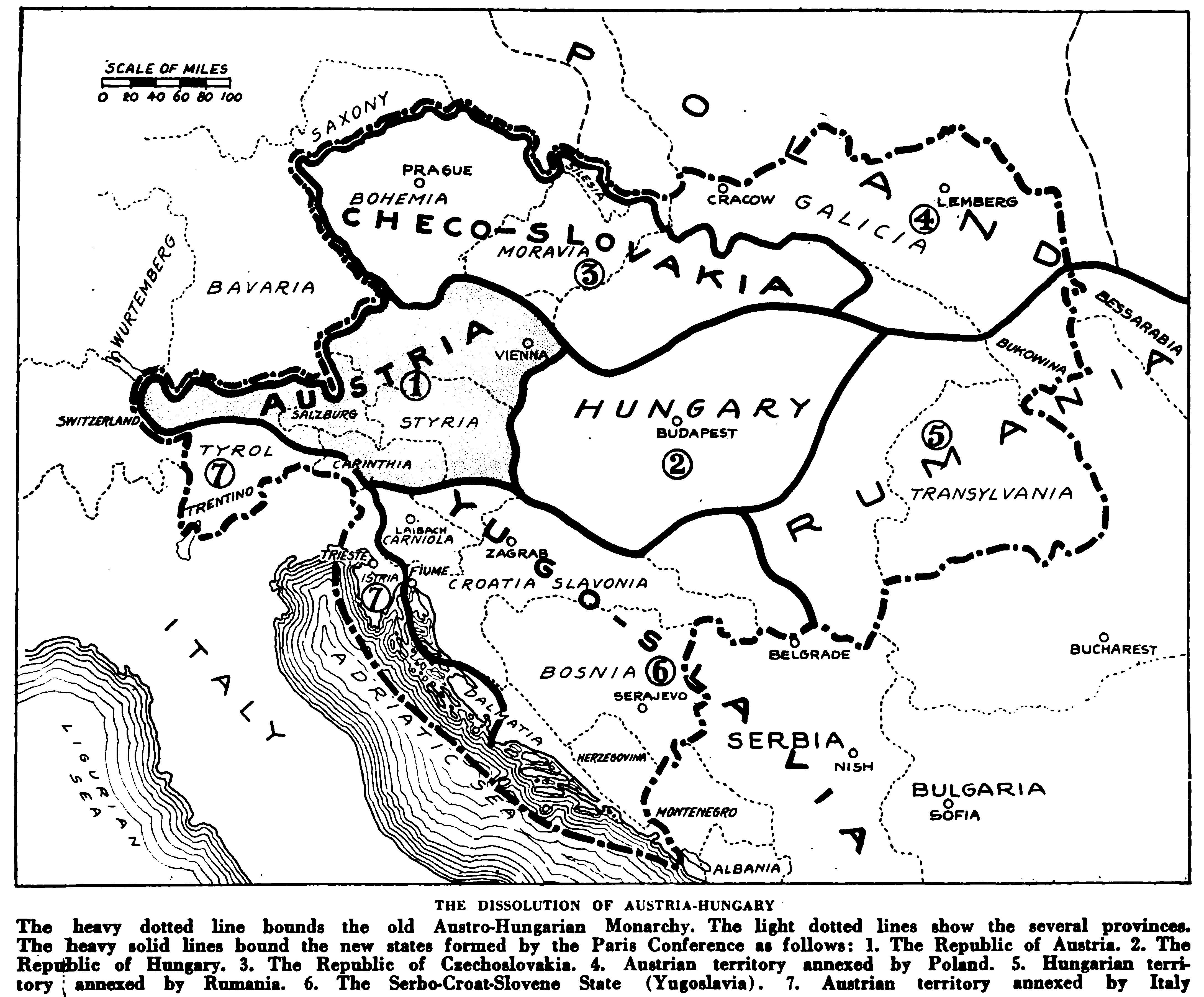
Novas fronteiras desenhadas à mão da Áustria-Hungria no Tratado de Trianon e Saint Germain (1919–1920)

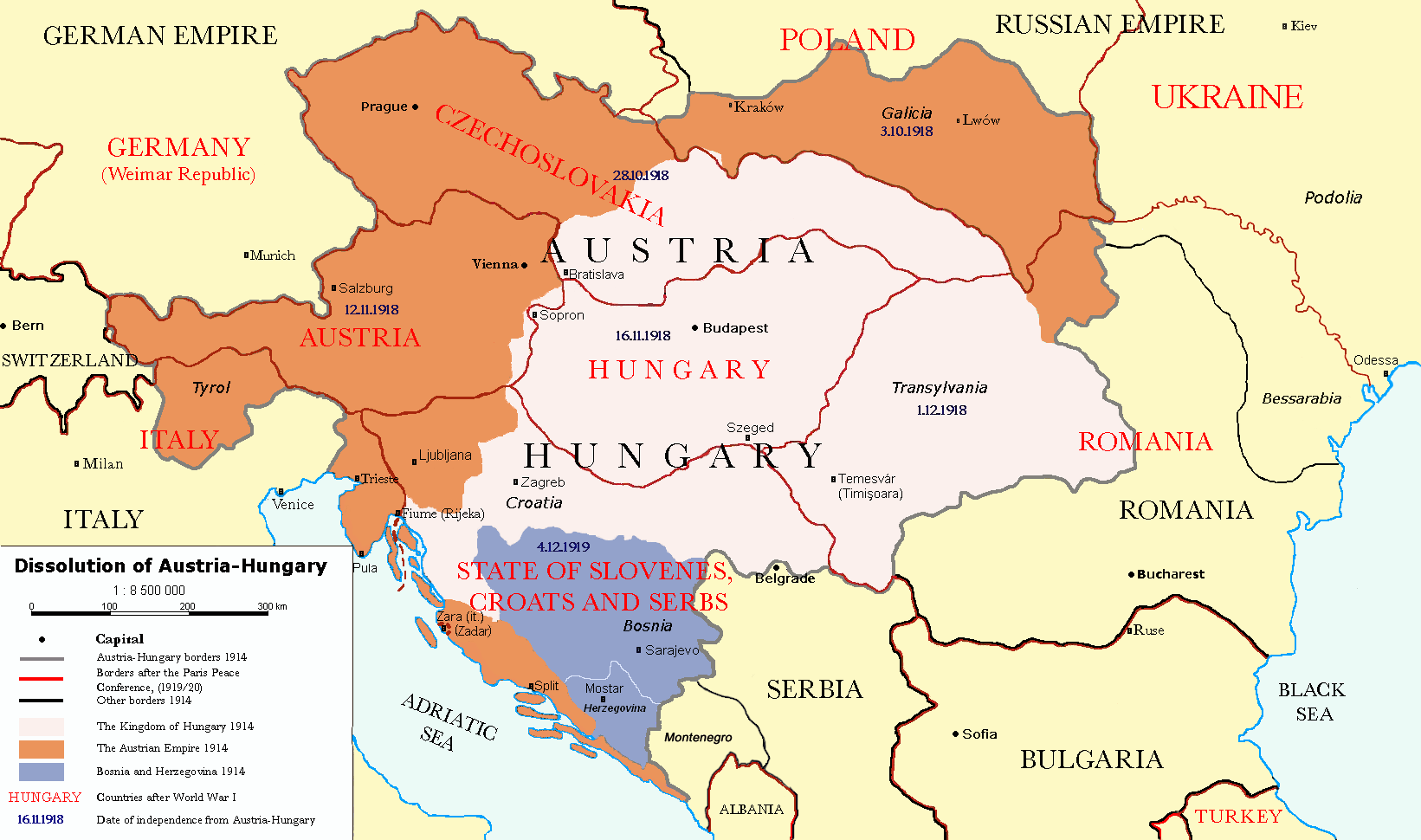
Novas fronteiras da Áustria-Hungria após o Tratado de Trianon e Saint Germain
Império da Áustria em 1914
Reino da Hungria em 1914
Bósnia e Herzegovina em 1914

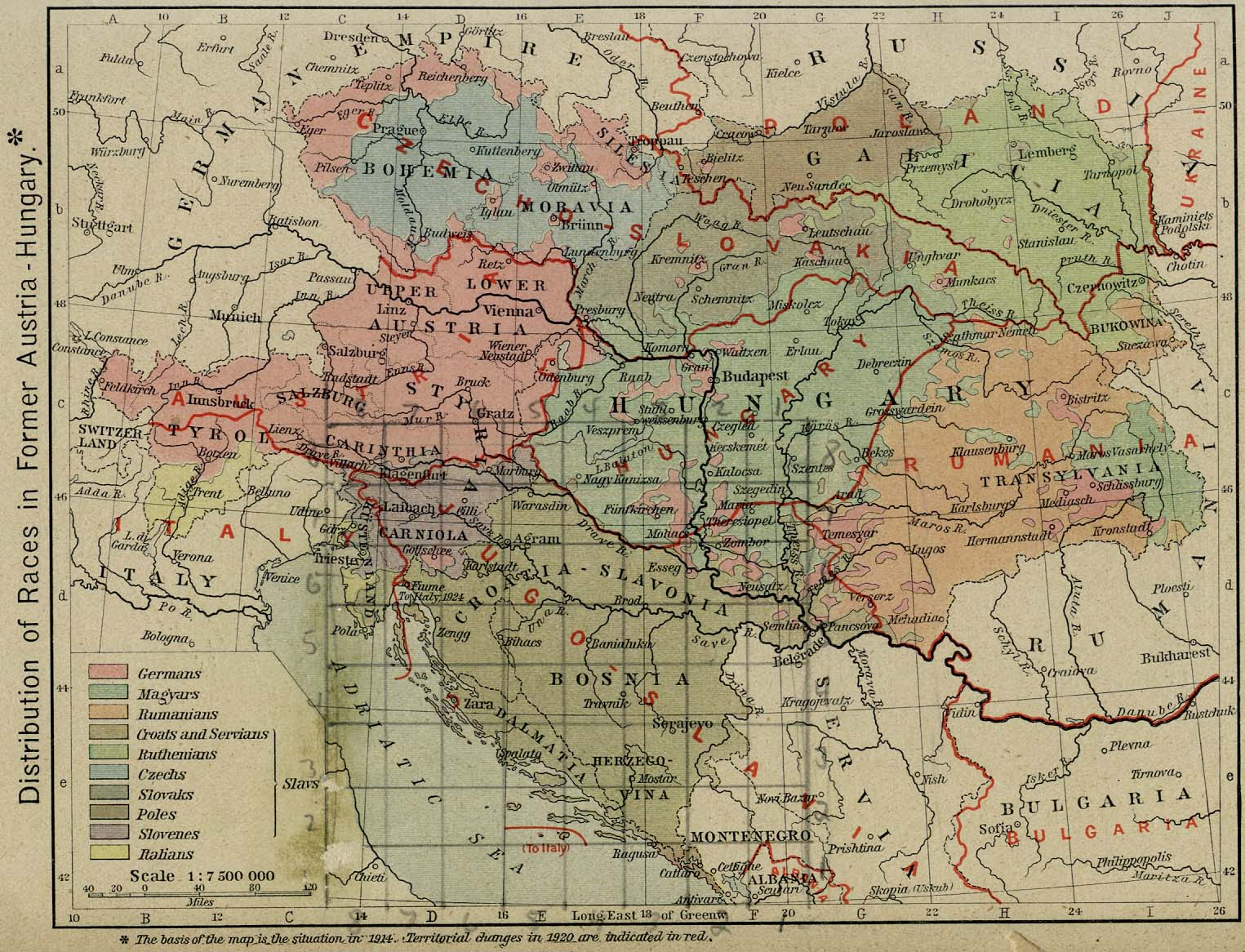
Fronteiras pós-Primeira Guerra Mundial em um mapa étnico

Os seguintes estados foram formados, restabelecidos ou expandidos com a dissolução da antiga monarquia austro-húngara:
- Áustria Alemã (que se tornou a República da Áustria)
- Primeira República Húngara que se tornou a República Soviética Húngara, posteriormente brevemente restaurada e substituída pela República Húngara, finalmente transformada no Reino da Hungria
- Primeira República Tchecoslovaca, mais tarde "Tchecoslováquia"
- Segunda República Polaca, contestada pelos proto-estados de curta duração da República de Tarnobrzeg e da República Socialista Soviética Polaca
- Estado dos Eslovenos, Croatas e Sérvios e Reino da Sérvia, ambos posteriormente absorvidos pelo Reino dos Sérvios, Croatas e Eslovenos, mais tarde "Reino da Iugoslávia"
- Grande Romênia
- Reino da Itália
- República da China (antiga concessão austro-húngara de Tianjin)
- os proto-estados rutenos (ucranianos e russinos) de curta duração da República Popular da Ucrânia Ocidental (mais tarde absorvida pela República Popular da Ucrânia), República de Hutsul, República de Lemko, República de Komancza e República Socialista Soviética Galega; todos foram finalmente absorvidos principalmente pela Polônia, mas também pela Hungria, Tchecoslováquia, Romênia e Iugoslávia.

O Principado do Liechtenstein, que anteriormente procurava proteção em Viena e cuja casa governante detinha imóveis consideráveis na Cisleitânia, formou uma união aduaneira e de defesa com a Suíça e adotou a moeda suíça em vez da austríaca. Em abril de 1919, Vorarlberga – a província mais ocidental da Áustria – votou por uma grande maioria pela adesão à Suíça; no entanto, tanto os suíços como os aliados desconsideraram este resultado.

### Atualmente
| - Cisleitânia (Império da Áustria): 1. Boêmia, 2. Bucovina, 3. Caríntia, 4. Carníola, 5. Dalmácia, 6. Galícia, 7. Küstenland, 8. Baixa Áustria, 9. Morávia, 10. Salzburgo, 11. Silésia, 12. Estíria, 13. Tirol, 14. Alta Áustria, 15. Vorarlberga; - Transleitânia (Reino da Hungria): 16. Hungria propriamente dita 17. Croácia-Eslavônia; 18. Condomínio da Bósnia e Herzegovina |

Os seguintes países e partes de países atuais estavam dentro das fronteiras da Áustria-Hungria quando o império foi dissolvido. Algumas outras províncias da Europa fizeram parte da monarquia dos Habsburgos antes de 1867.
Império da Áustria (Cisleitânia):
- Áustria (exceto Burguenlândia sem Sopron)
- República Tcheca (exceto a área de Hlučínsko)
- Eslovênia (exceto Prekmurje)
- Itália (Trentino, Tirol do Sul, partes da província de Belluno e pequenas porções de Friul-Veneza Júlia)
- Croácia (Dalmácia, Ístria)
- Polônia (voivodias da Pequena Polônia, Subcarpácia, parte mais meridional da Silésia (Bielsko e Cieszyn))
- Ucrânia (oblasts de Lviv, Ivano-Frankivsk, Ternopil (exceto seu canto norte) e a maior parte do oblast de Chernivtsi)
- Romênia (condado de Suceava)
- Montenegro (baía de Boka Kotorska, a costa e o interior imediato em torno das cidades de Budva, Petrovac e Sutomore)

Reino da Hungria (Transleitânia):
- Hungria
- Eslováquia
- Áustria (Burguenlândia exceto Sopron)
- Eslovênia (Prekmurje)
- Croácia (o condado croata de Baranja e Međimurje, Fiume como corpus separatum juntamente com a Eslavônia e a Croácia Central não faziam parte da Hungria propriamente dita, os dois últimos faziam parte do Reino soberano da Croácia-Eslavônia)
- Ucrânia (oblast de Zacarpátia)
- Romênia (região da Transilvânia, Partium e partes do Banato, Crișana, e Maramureș)
- Sérvia (província autônoma de Voivodina e região norte de Belgrado)
- Polônia (partes polacas de Orava e Spiš)

Condomínio Austro-Húngaro
- Bósnia e Herzegovina (as aldeias de Zavalje, Mali Skočaj e Veliki Skočaj incluindo a área circundante imediata a oeste da cidade de Bihać)
- Montenegro (Sutorina - parte ocidental do município de Herceg Novi entre as atuais fronteiras com a Croácia (Sudoeste) e a Bósnia e Herzegovina (Noroeste), costa do Adriático (Leste) e o município de Igalo (Nordeste))
- Região de Sandžak-Raška, ocupada austro-húngara em 1878 até a retirada em 1908, enquanto formalmente parte do Império Otomano
- O Império tratou a Bósnia-Herzegovina praticamente da mesma forma que as outras potências trataram as suas colônias ultramarinas[166]

Outras possessões da Monarquia Austro-Húngara
- República Popular da China (antiga concessão austro-húngara de Tianjin)

### Guerra Mundial
- Bassett, Richard. For God and Kaiser: The Imperial Austrian Army, 1619–1918 (2016)
- Boyer, John W. (2003). «Silent War and Bitter Peace: The Revolution of 1918 in Austria» (PDF). Austrian History Yearbook. 34: 1–56. doi:10.1017/S0067237800020427. Cópia arquivada (PDF) em 11 de fevereiro de 2020
- Cornwall, Mark (1992). «News, Rumour and the Control of Information in Austria–Hungary, 1914–1918». History. 77 (249): 50–64. doi:10.1111/j.1468-229X.1992.tb02392.x
- Cornwall, Mark (2000). The Undermining of Austria–Hungary. [S.l.: s.n.] ISBN 978-1-349-42240-1. doi:10.1057/9780230286351
- Craig, Gordon A. (1965). «The World War I Alliance of the Central Powers in Retrospect: The Military Cohesion of the Alliance». The Journal of Modern History. 37 (3): 336–344. JSTOR 1875406. doi:10.1086/600693
- Crankshaw, Edward. The Fall of the House of Habsburg (Viking, 1963). pp. 449.
- Deak, John, and Jonathan E. Gumz. "How to Break a State: The Habsburg Monarchy's Internal War, 1914–1918" American Historical Review 122.4 (2017): 1105–1136. online
- Dedijer, Vladimir (1966). The Road to Sarajevo. [S.l.: s.n.]
- Grátz, Gusztáv; Schüller, Richard (1928). The economic policy of Austria-Hungary during the war in its external relations. [S.l.]: Yale University Press. OCLC 1065632. OL 6715012M
- Healy, Maureen (2007). Vienna and the Fall of the Habsburg Empire: Total War and Everyday Life in World War I. [S.l.: s.n.]
- Herweg, Holger H. (2009). The First World War: Germany and Austria–Hungary 1914–1918. [S.l.: s.n.]
- Jászi, Oszkár (1966). The Dissolution of the Habsburg Monarchy. [S.l.]: University of Chicago Press online
- Jung, Peter (2003). The Austro-Hungarian Forces in World War I (2). [S.l.]: Bloomsbury USA. ISBN 1-8417-6594-5
- Kann, Robert A.;  et al., eds. (1977). The Habsburg Empire in World War I: Essays on the Intellectual, Military, Political and Economic Aspects of the Habsburg War Effort. [S.l.]: East European Quarterly. ISBN 0-9147-1016-8
- Katzenstein, Peter J. (1976). Disjoined partners: Austria and Germany since 1815. [S.l.]: University of California Press. ISBN 978-0-520-02945-3
- Kapp, Richard W. (1984). «Divided Loyalties: The German Reich and Austria–Hungary in Austro-German Discussions of War Aims, 1914–1916». Central European History. 17 (2–3): 120–139. doi:10.1017/S0008938900016435
- Kronenbitter, Günther. "Pre-war Military Planning (Austria–Hungary)." online
- Rauchensteiner, Manfried (2014). The First World War and the End of the Habsburg Monarchy, 1914–1918. Wien/Köln/Weimar: Böhlau Verlag. ISBN 978-3-205-79588-9
- Sked, Alan. "Austria–Hungary and the First World War." Histoire@ Politique 1 (2014): 16–49. Online Arquivado em 1 junho 2022 no Wayback Machine
- Tunstall, Graydon A. Austro-Hungarian Army and the First World War (Cambridge University Press 2021) online review
- Vermes, Gabor István Tisza: The Liberal Vision and Conservative Statecraft of a Magyar Nationalist (Columbia University Press, 1986); online review
- Wank, Solomon. In the Twilight of Empire. Count Alois Lexa von Aehrenthal (1854–1912): Imperial Habsburg Patriot and Statesman. Vol. 2: From Foreign Minister in Waiting to de facto Chancellor (Vandenhoeck & Ruprecht, 2020).
- Wawro, Geoffrey (2014). A Mad Catastrophe: The Outbreak of World War I and the Collapse of the Habsburg Empire. [S.l.: s.n.]
- Zametica, John (2017). Folly and malice: the Habsburg empire, the Balkans and the start of World War One. London: Shepheard–Walwyn. 416 páginas